# 四輪駆動

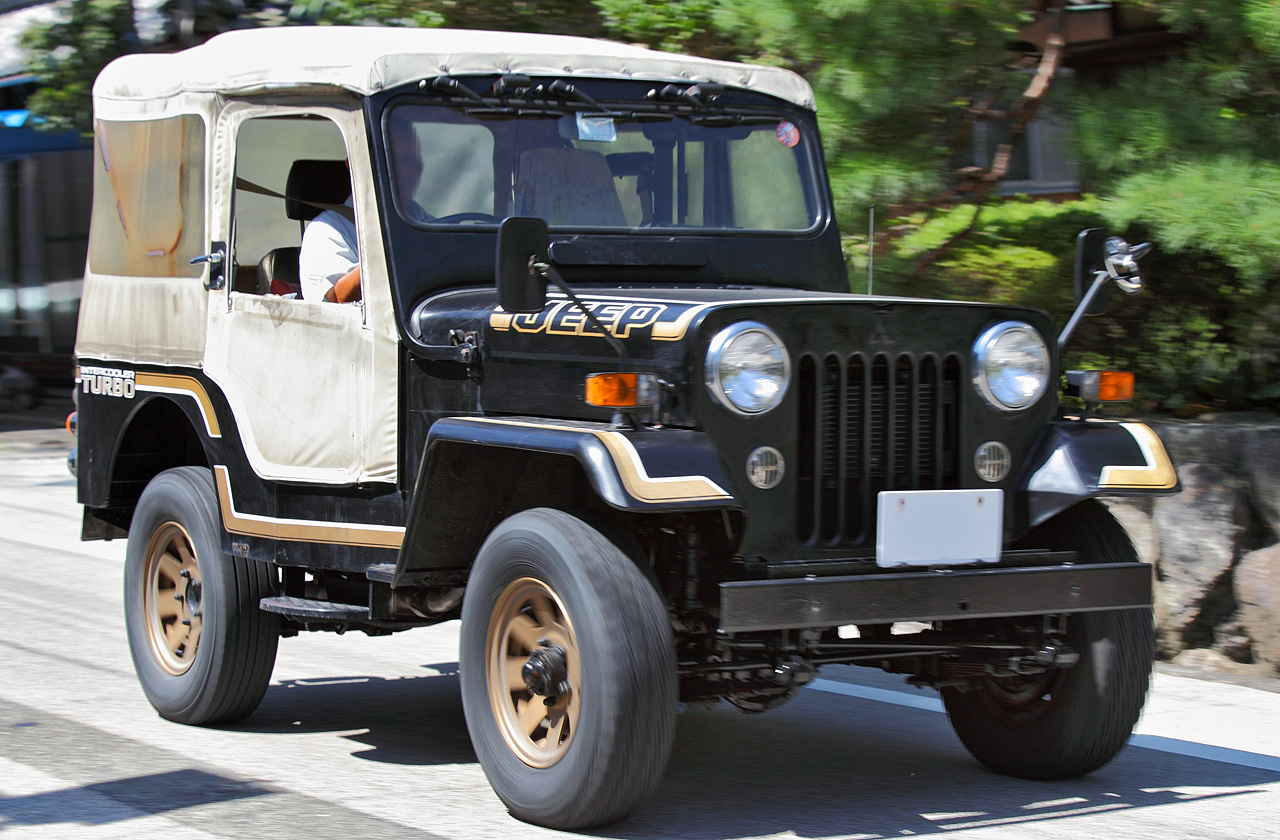
三菱・ジープ

四輪駆動（よんりんくどう）とは、自動車などの駆動方法の一種である。4つある車輪すべてに駆動力を伝えて駆動輪として用いる方法のこと。
二輪駆動、六輪駆動などと対になる言葉である。

## 呼称

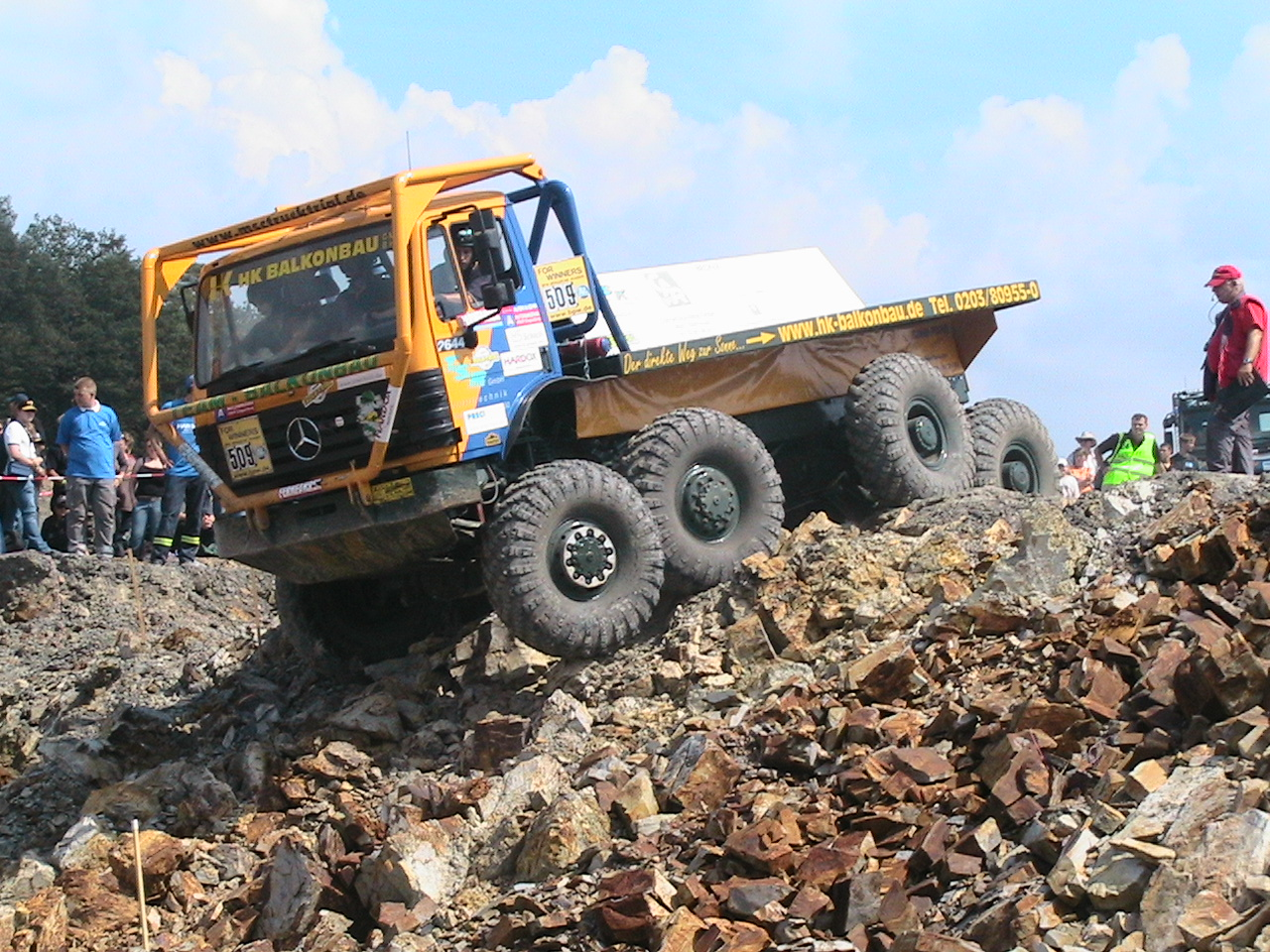
このようなタイヤを5つ以上持つ車の場合、「4WD」と「AWD」では意味が全く異なる

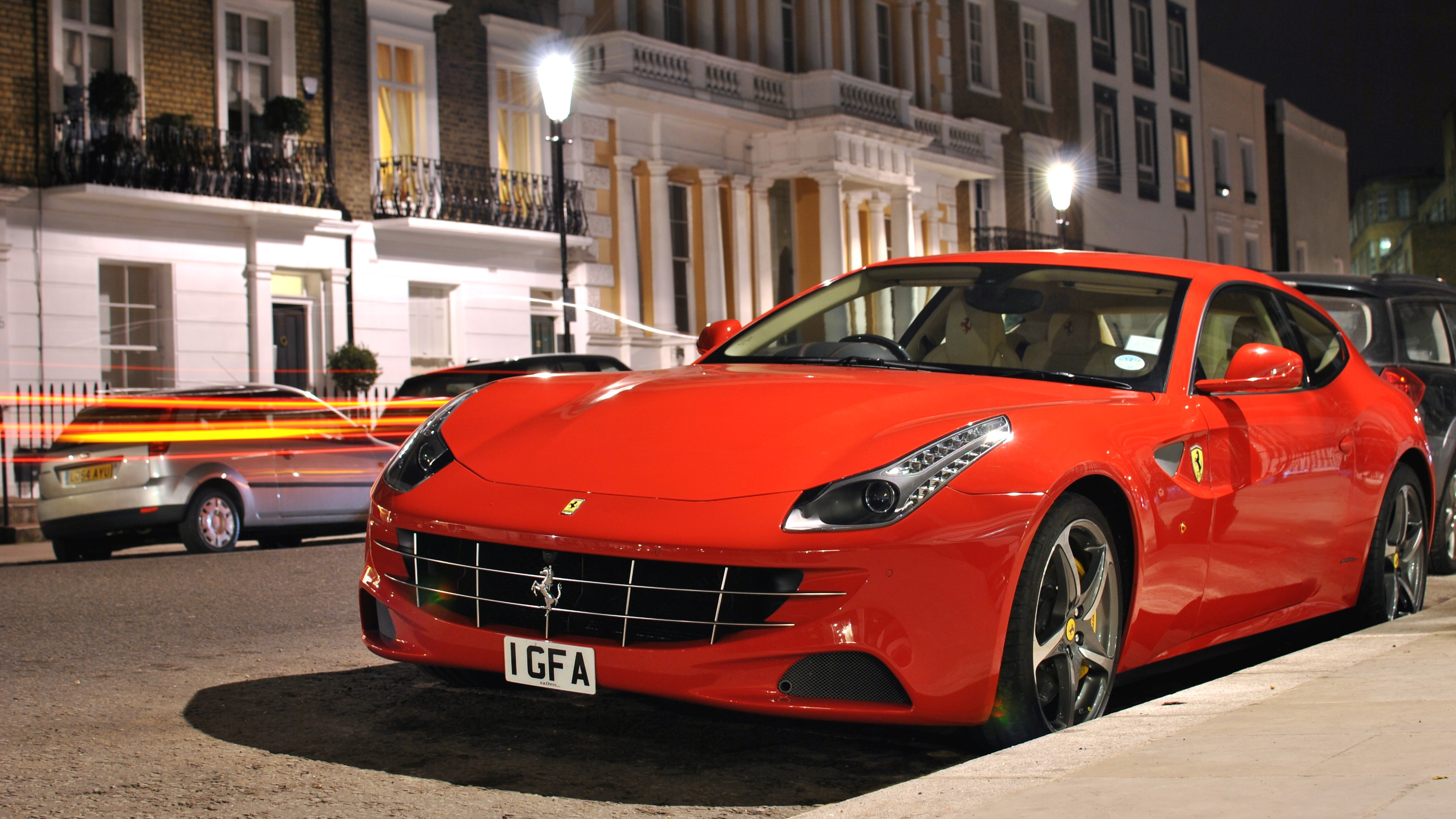
フェラーリ・FFは前輪駆動ではなく四輪駆動である

四輪駆動の自動車は日本語では四輪駆動車（よんりんくどうしゃ）、略称して四駆（よんく）と称される。英語ではfour-wheel driveの略で4WD、またはall-wheel drive（総輪駆動、全輪駆動とも） の略でAWD、特に欧州では四輪のうち四輪とも駆動輪という意味で4x4（ four-by-four、フォーバイフォー）とも呼ばれる。2本の軸についたタイヤで駆動するため、特にトラックの場合は「二軸駆動」と呼ぶこともある。
一般的なタイヤを4つ備えた自動車を語る場合「4WD」と「AWD」は同義と捉えて問題ないが、5輪以上を装備するトラックなどの自動車では異義語となる。例えば6輪の自動車の場合は「4WD」は欧州流の表記で6x4、「AWD」は6x6とそれぞれ表される。アメリカ国内にかつて「Four Wheel Drive」社が存在し、商標登録されていたことから、海外では「4WD」は避けられる傾向にある。
古い四輪駆動関連の用語で「FWD」「FF」という単語が出てくることがあるが、前者は上述した「Four Wheel Drive」社、後者は「Ferguson Formula」（ファーガソン・リサーチ社の四輪駆動システム）の略であり、前輪駆動とは一切関係がない。
また古い資料では「Four driven wheels」という表記も見られる。
「四駆」「4x4」「4WD」などの語は、日本や欧州では現代でいうクロスカントリー車やSUVといったカテゴリを指す俗称として定着していた時期がある。この場合は4WDは車種の区別、AWDは駆動メカニズムの区別となり、言葉としては比較できない全く違う概念となる。ただし、この時期に乗用車型の4WD車の製造・販売を開始した富士重工（現・株式会社SUBARU）は、逆にこの車種の製造は行っていなかった（一時期、いすゞ・ビッグホーンのOEM販売をしていたのを除くと、1997年発売のフォレスターが初のSUV。ただし詳細は）が、同社の4WD車は車体側面や後方に大きく「4WD」の文字を掲示していた。

## 概要

メルセデス・ベンツ・W124の駆動方式4MATIC

自動車に四輪駆動を採用する目的は大きく分けて2つある。
- 立往生の発生しやすい雪道や泥濘地などの悪路を走破するため。
- ハイパワーエンジンの強大なトルクをより路面に伝えるため。

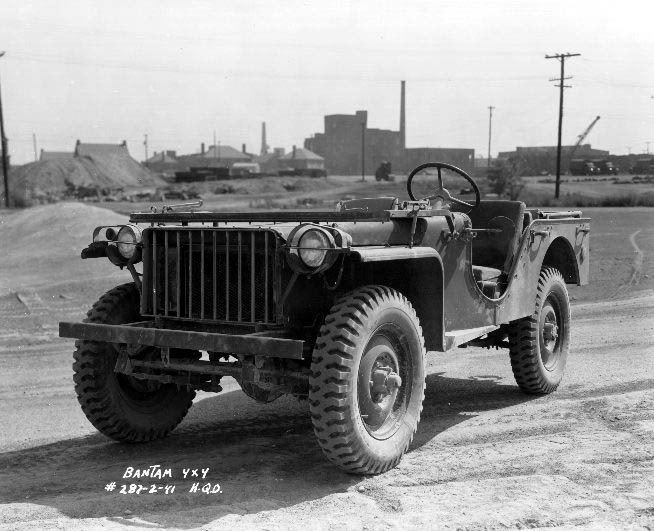
近代的な四輪駆動車の先駆けとなったジープ (Bantam BRC40)

一般的な乗用車や商用車、軍用車、土木・建築用機械、農業用トラクターなどは前者の理由である。特に日本は世界有数の豪雪地域に人口の密な地域が存在し、雪質も湿っていて重いため、他国に比べて四輪駆動の需要が大きい。そのため日本の自動車メーカーは四輪駆動を、セダン、およびミニバン、小型車、軽乗用車など広く設定し、積雪地（寒冷地）向けの需要を満たしている。一方、海外では降雪量の多い地域に主要都市は少なく、雪質は乾燥してサラサラしている上、平坦な道の移動が多い。また北欧ではスパイクタイヤが認可されており、四輪駆動車の需要は日本に比べ限定的である。
四輪駆動を採用する2つ目の理由、スポーツ性を重視した高出力な車種に搭載される場合も近年増えてきている。アウディがクワトロで世に問い、他のメーカーが追従し、現在の日産・GT-Rやランボルギーニの各モデルなどに至る発想である。後述の「SPYKER」はこのスポーツ性を重視した最初の四輪駆動自動車の一つである。
エンジン搭載位置は他の駆動レイアウト同様ほとんどがフロントエンジンで、前車軸がエンジン重心よりも後ろにあるものも多い。

### センターデフの有無による特性の違い
車体が旋回する際、外側と内側のタイヤに回転差が発生するが、一般的な自動車はデファレンシャルギア（デフ、差動装置）を備えており、エンジン出力を2つの異なった回転速度に振り分け、駆動輪がスリップを起こすことを防いでいる。二輪駆動車は左右一対の駆動輪のためにデフを1つ備えているが、四輪駆動車では前輪の一対および後輪の一対のために少なくとも2つ必要になる。前後輪間で車体が折れて操舵する建機などを除けば、さらに前輪と後輪の間でも内輪差が生じるため、エンジン出力が前後のデフに向かう前に、前後輪の回転差を吸収するための機構が必要となる。
その機構の代表例がセンターデフである。また現代では前輪駆動をベースとする四輪駆動車については、電子制御を用いたカップリング機構によってセンターデフの機能を代替する場合も増えている。現代の四輪駆動の乗用車のほとんどは、このいずれかを装備している。これらは1つの出力を4つの異なった回転速度に振り分けている。
ただしこれらの機構は設計が複雑化しやすいことに加え、常に動力とトランスファーを直結させているため、燃費が悪化しやすい。そのため燃費・経済性を重視する商用車や、メカニカルな雰囲気を重視した趣味性の強いクロスカントリー系のSUVなどは、手動スイッチでトランスファーへの直結・切り離しをすることで二輪駆動と四輪駆動の切り替えを行い、センターデフなどを省く「パートタイム式」が多い。
パートタイム式では、舗装路で四輪駆動として走行する場合、旋回時に前後輪の内輪差によってどちらかが強制的にスリップを起こすため、ブレーキが掛かったような現象に見舞われ、マニュアルトランスミッション車では低速時にエンストすることもある。これは「タイトコーナーブレーキング現象」と呼ばれる。また低速で小回りなどをした場合は小刻みにスリップが発生するため、車体全体が不快な振動に見舞われることがある。これらは故障の原因となりうるため、雪上や深い砂利道のような摩擦の低い路面以外では四輪駆動とするのは実質的に不可能である。

## 一般的な長所・短所
二輪駆動と比べた場合の長所と短所について述べる。

### 長所
- 最大の長所はトラクションである。具体的には牽引力（英語版）が大きく向上する。特に駆動力がタイヤのグリップ力（路面との摩擦力）を上回り、空転が発生しやすい路面では、各タイヤのトレッドにかかる駆動力を分散させることができる。このため悪路でのスタックからの脱出や安定した走行が容易となる。このとき路面を深掘りして荒らしたりする必要がないのも美点となる。また舗装路上で二輪駆動ならタイヤが空転しそうなほどの高出力エンジンでも、タイヤの性能が許す限り地面に力を伝えることが可能となる。
- エンジンブレーキによる制動力も四輪に分散されるため、ホイールロック（タイヤの滑走）までの限界が高く、ロックからの回復も早い。
- 前輪駆動と比較した場合、リアの駆動系の重さの分だけ荷重が前に偏りすぎず、前輪タイヤの負担も軽減される。
- 後輪駆動と比較した場合、総じて直進安定性に優れる。
- トルクベクタリング式（後述）の場合、前輪駆動と比較してコーナーリングの性能と質感に優れる。
- 2WDに比べると、下取り価格が高いのが優れる。

### 短所
駆動系が追加される分、構造の複雑さと重量の増加に由来するデメリットが多い。
- 製造のコストが高くなるため、二輪駆動モデルに比べて車両価格もその分高くなる。
- 重量と抵抗が増えるため燃費が悪化する。燃費の悪化具合と重量の増加具合では、エコカー減税や重量税など税制面で不利となることもある。
- ブレーキングでの制動性能は二輪駆動と比較して同等以下で、重量が重い分制動距離が延びやすい。
- デフを内蔵するライブアクスルでは、ばね下重量も増加し、路面追従性や乗り心地にデメリットを生じやすい。
- ドライブシャフトやギアの追加は騒音面で不利となる。
- デフオイルの交換は前後2箇所で必要となる。
- 設計の自由度が下がる。例えば小型車では、室内容積や駆動系のスペースを納める都合上、サスペンションを変えなければならない場合もある。

## 歴史
最初の四輪駆動車は、1805年にアメリカメリーランド州のオリバー・エバンスが製作した浚渫船（しゅんせつせん）だとされている。浚渫船を製造した工場から陸路を輸送するために、船に車輪が取り付けられ、蒸気機関の動力をベルトで前後輪に伝えることで走行した。それ以降も蒸気機関を使用した四輪駆動車は製造された。1824年にイギリスロンドンでウィリアム・ヘンリー・ジェームズによって作られた蒸気自動車は、四輪それぞれにシリンダーを持ち、デフを用いずに各輪の回転差を吸収するようになっていた。
電気モーターを使用した四輪駆動車も1900年ごろ作られている。フェルディナント・ポルシェが開発した「ローナーポルシェ」は、インホイールモーターと呼ばれる、各輪のハブに駆動用モーターを内蔵する方式で四輪駆動としていた。

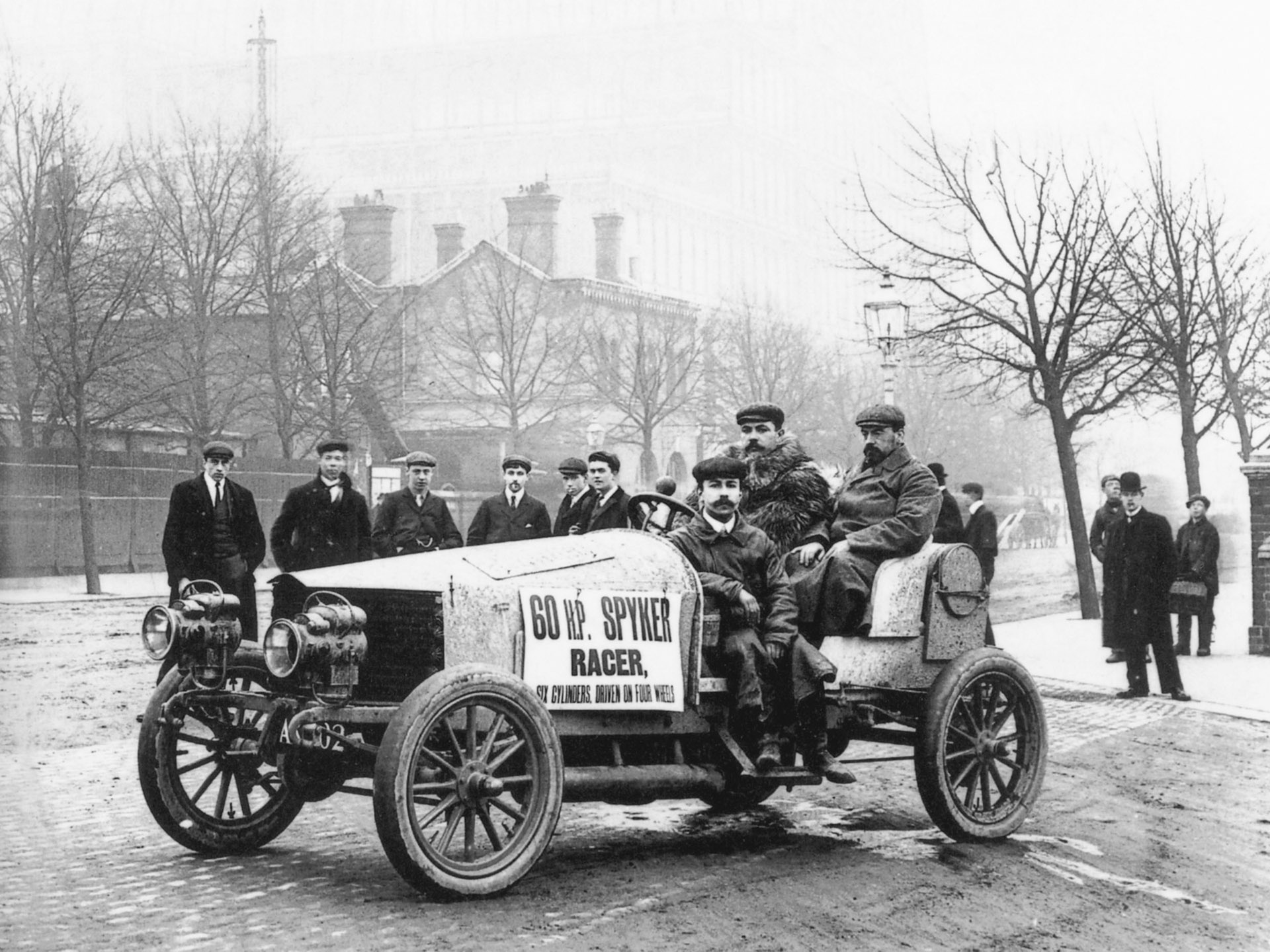
ガソリンエンジンを用いた初の四輪駆動車SPYKER

ガソリンエンジンを使用した四輪駆動車は、1902年にオランダのスパイカー兄弟によって作られた「SPYKER」が最初である。この車は、前進3速・後進1速のトランスミッションと、2速のトランスファーおよびセンターデフを介し、四輪を駆動する設計で、現代のフルタイム式四輪駆動車と基本が同じという画期的なものであった。
1903年には、ダイムラーの子会社であるオーストリア・ダイムラー社で、四輪駆動装甲車が開発された。この車は装甲と37 mm機関砲を装備した砲塔を持ち、前進4速・後進1速のトランスミッションとトランスファーを介して四輪を駆動した。またダイムラー本体でも、ドイツの植民地だったナミビアの駐在員のベルンハルト・デルンブルクの生活の足のために、1907年に四輪操舵の四輪駆動車「デルンブルク・ワーゲン」を開発。ダイムラー・ベンツとなった後、1926年からトラックや軍用に4×4や6×4、6×6、8×8などの駆動システムを開発して技術を洗練させていった。これが現在のGクラスやウニモグにも繋がっている。

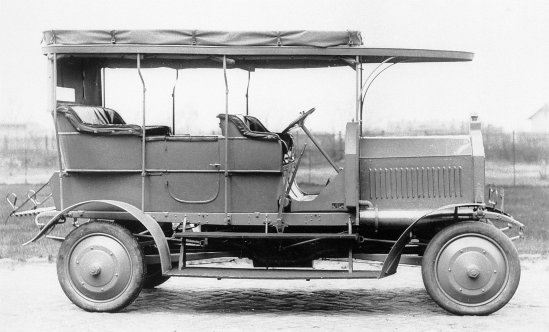
ダイムラーのデルンブルグ・ワーゲン

アメリカでは1905年にトライフォード・モーターカンパニーが製造したのが最初だが、大量生産に成功したのはフォー・ホイール・ドライブ（FWD）社であった。同社の3トンの「モデルB」は、第一次世界大戦中はジェフリー・モーター・カンパニー（ランブラー自動車の当時の社名）は四輪駆動トラックの設計・製造するクワッド・トラック（Quad Truckまたはジェフリー・クワッド、ナッシュ・クワッド）と共に、欧州で戦う連合軍に提供され、ジョン・パーシング指揮の下、重量級軍用用途に用いられた。四輪駆動に四輪ブレーキ・四輪操舵まで兼ね備えたナッシュ・クワッドは15年に渡って4万台以上が製造された。
なおフォード・モデルTにおいても1910年代以降に四輪駆動キットが販売され、四輪駆動化された車輌があったが、これは、走破性向上のためというよりも、もっぱら駆動輪である後輪にしか働かないエンジンブレーキを前輪にも作用させるためであった。

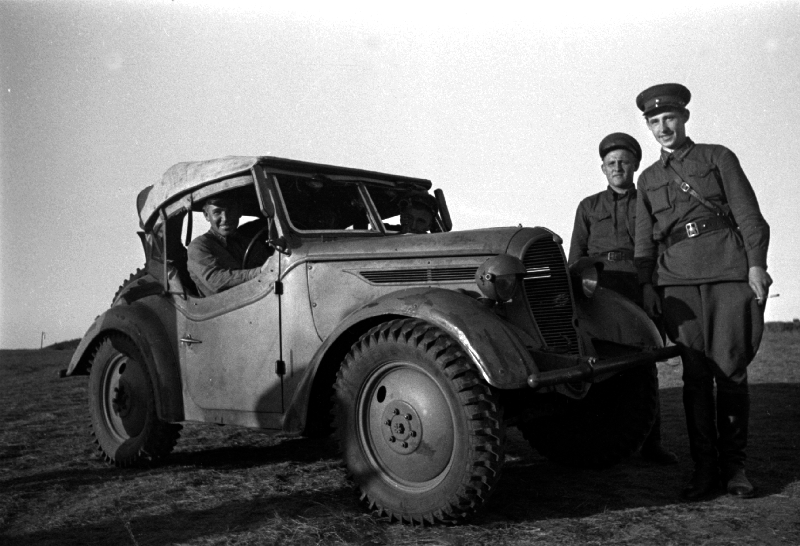
九五式小型乗用車

日本においては1935年頃、前年に帝国陸軍が依頼し日本内燃機が開発した九五式小型乗用車（くろがね四起）が登場した。九五式小型乗用車はアメリカ軍のジープに先駆けて開発・量産された日本初の実用四輪駆動車であり、1936年から1944年まで計4,775台が生産され、日中戦争・ノモンハン事件・太平洋戦争などで偵察・伝令・輸送用に幅広く使用された。
1941年、アメリカにジープが登場した。ドイツ軍のキューベルワーゲン（二輪駆動車。1940年頃登場）に相当する軍用車両として、アメリカ陸軍の仕様に対し各社の試作の中からバンタム（英語版）社の案が採用されたものだった。バンタム社は当然自社での生産を望んだが、実際には生産設備の規模や品質からほとんどがウィリス（英語版）社とフォード社に発注され製造された。ジープは戦場の悪路を走破するための自動車として有益であることが第二次世界大戦で実証され、大量生産を経て連合軍に供給され世界各地を走破した。ジープの活躍はそのため世界各地で注目を呼んだ。日本でも陸軍が南方戦線で鹵獲したバンタム・ジープを日本に持ち帰り、「ボディは似せないこと」という注文付きで製作するようトヨタ自動車に依頼したが、まもなく敗戦となった。この戦争自体は不幸なものだったが、結果的には四輪駆動に必要なデファレンシャルギアや等速ジョイントの技術を大きく進歩させることとなった。

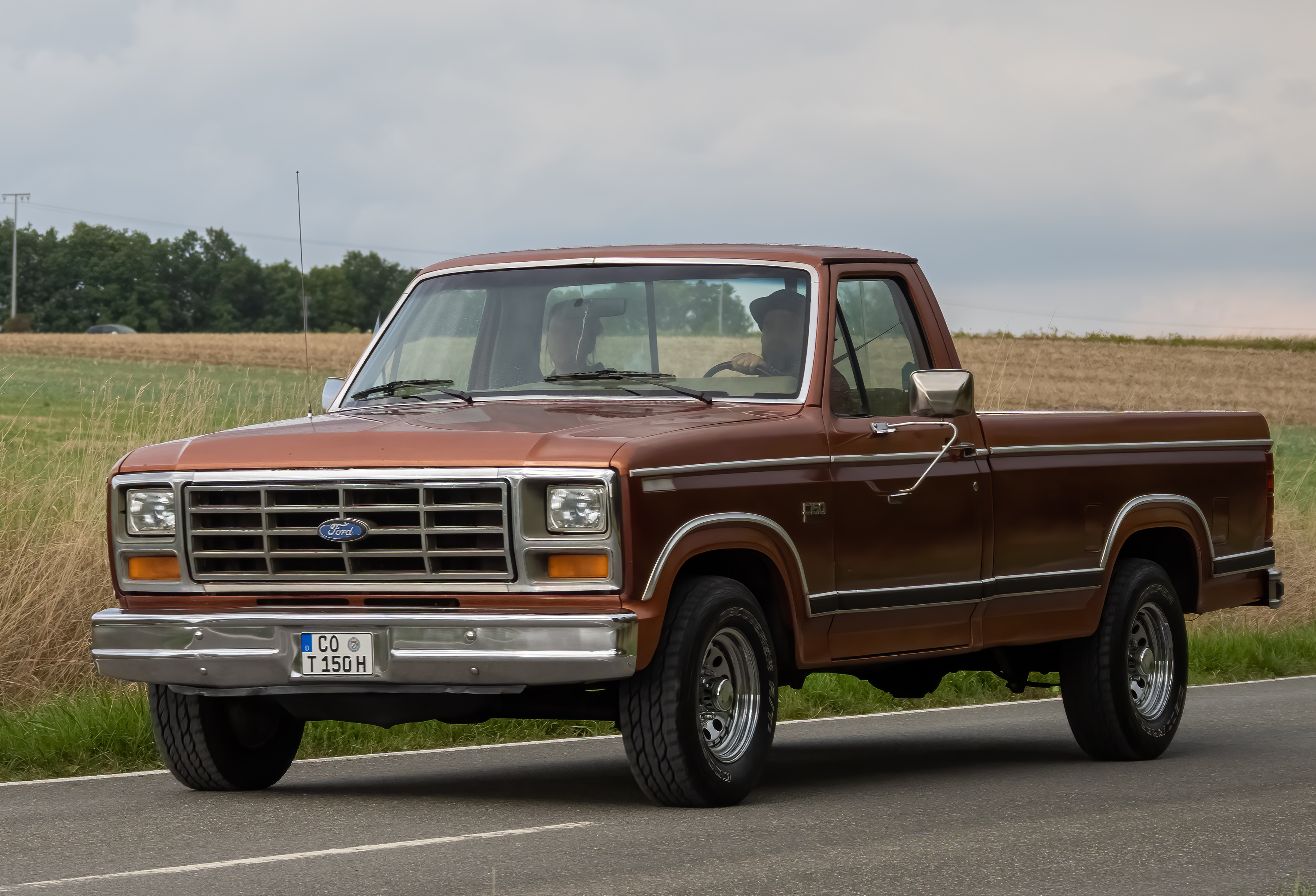
フォード・F-150

戦後は軍用で磨かれた四輪駆動システムを民間のトラックや市販車市場に流用する動きが活発になった。特に米国ではジープが躍進し、GMとフォードもピックアップトラックやSUVなどでこれに追随。現在まで続くシボレー・ブレイザーやフォード・ブロンコ、Fシリーズなどが生まれた。
カイザー・ジープ社は、ジープの四輪駆動技術をステーションワゴンに搭載したジープ・ワゴニアや、そのV8エンジン版となるスーパーワゴニアを発売した。その後もジープは親会社を転々と変え続けながら、米国のアウトドアブームに乗ってAMC・イーグルやジープ・チェロキーといった四輪駆動車のヒット作品たちを世に送り出すことになる。またビッグ3のロビー活動によってピックアップトラックが税制上優遇されたこともあり、ますます人々にとって四輪駆動車は身近なものになっていった。

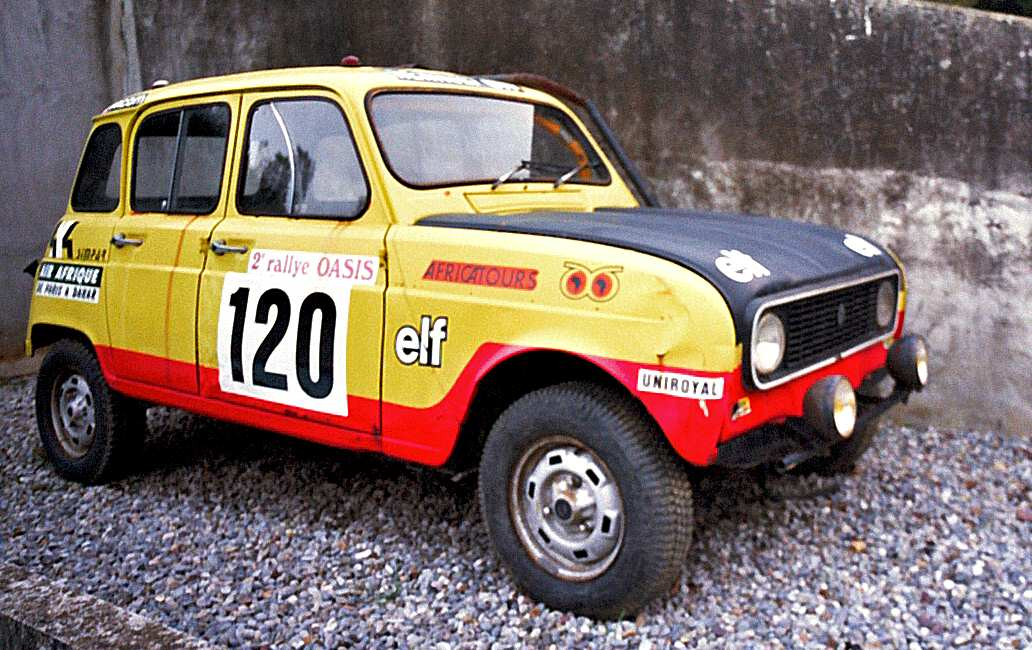
ルノー・R4をシンパーが改造した「レーシングR4」

欧州では戦後ローバー社が高級SUVの先駆けとなるランドローバーを登場させた。最初はジープの模倣であったが、1970年にレンジローバーが登場し、現在の高級SUVの先駆けとなった。1979年にはメルセデス・ベンツ・Gクラスも発売された。
フランスのシンパー社は、1960年代からルノーの乗用車を四輪駆動のオフローダーに改造する事業を行っており、特にスイスの山岳地帯ではスバルが欧州に進出するまでの間重宝された。
1960年代にBMCのアレック・イシゴニスは、当時発明したばかりのイシゴニス式前輪駆動の技術を流用して四輪駆動車のオースティン・アントを開発していたが、1968年に会社が合併してブリティッシュ・レイランドとなった際、ランドローバーとの共食いになると見做され、計画自体が消失した。

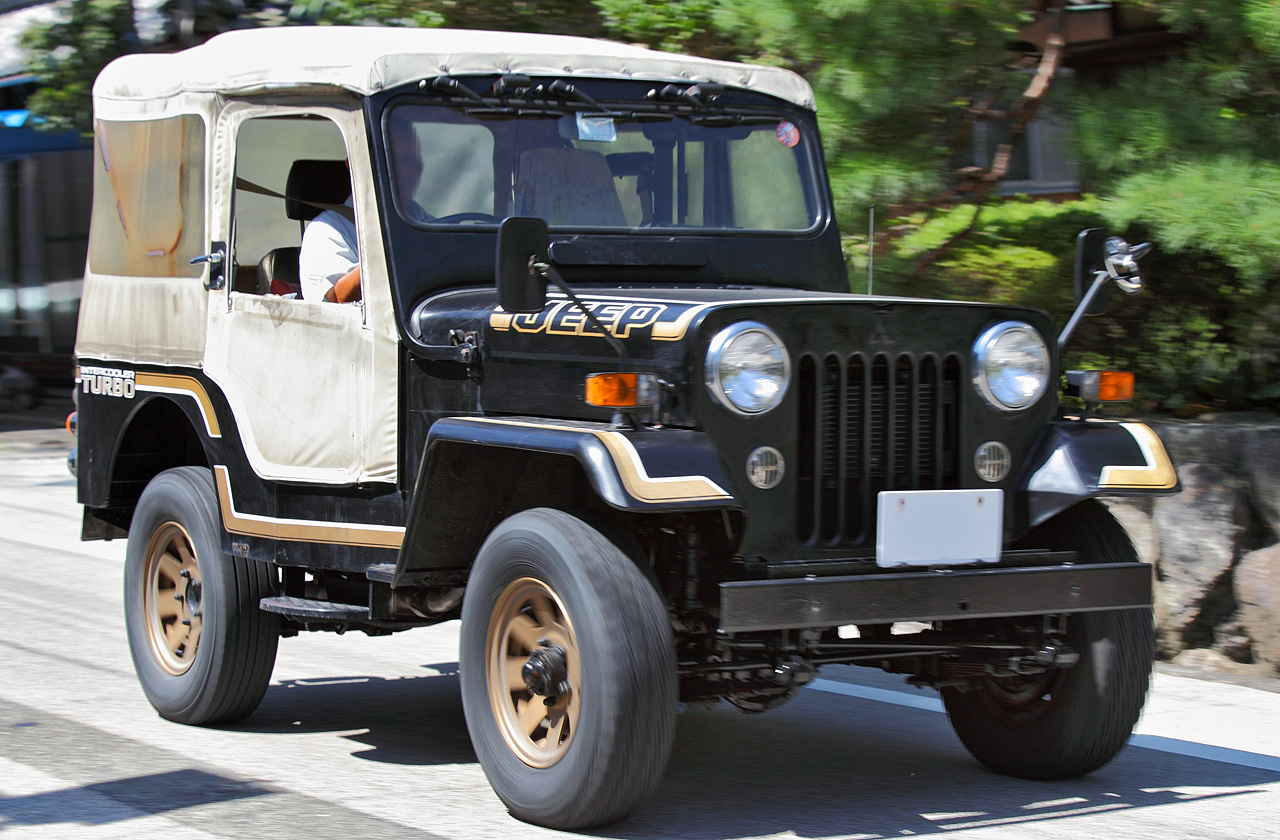
三菱・ジープ

日本でも戦後、民間でも悪路を走破する車の需要が高まったが、当初は軍用車の払い下げや、似せて作った国産ジープ型車両程度の選択肢しかなかった。それでも、戦前（1930年代以前）の自動車しか知らない当時の日本人にとって、ジープの技術や品質は、アメリカの技術的進歩を伝えるものだった。1953年に新三菱重工業（→三菱重工業→三菱自動車工業）は、ウイリスオーバーランド社のジープを警察予備隊向けにノックダウン生産した。自社開発のトヨタ・ジープ （後にランドクルーザーと改名）と日産・パトロールは警察予備隊の入札で三菱に敗れたため、国家地方警察向けや民需の道を開拓した。三菱・ジープはその後日本でも開発したモデルを加えていき、防衛庁以外にも販路を広げ、独自の進化を遂げながら1998年まで生産された。「ジープ」は小型四輪駆動車全般の代名詞としても使われるようになった。

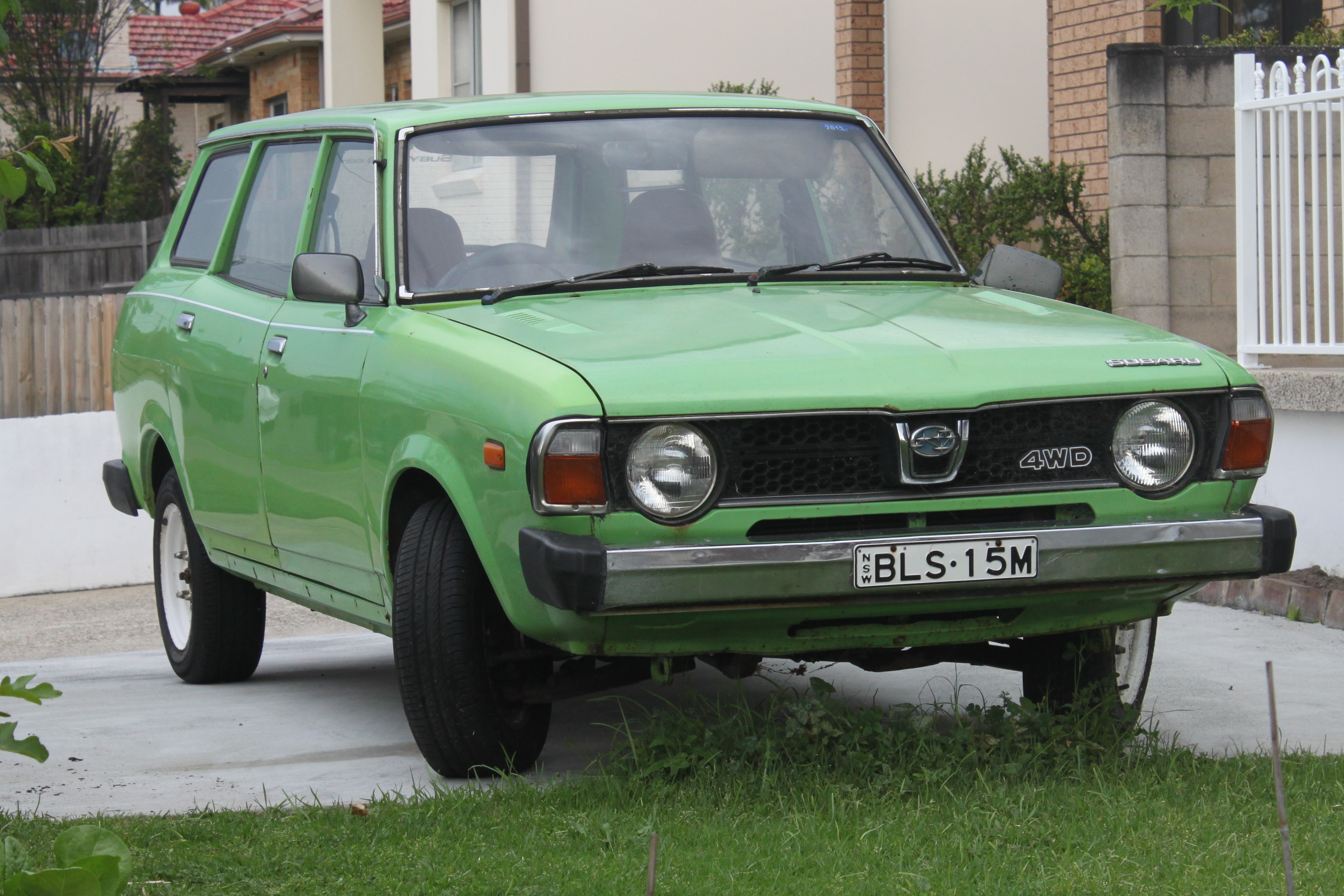
スバル・レオーネ1600 4WD

1967年、ホープ自動車が軽自動車（当時は360cc）枠で本格的な四輪駆動車「ホープスター・ON型4WD」を発売した。この車両は後の「スズキ・ジムニー」の前身であり、四輪駆動車=大排気量車という形式に一石を投じた。そして1979年にスズキ（1990年9月以前は鈴木自動車工業）はアルト、1981年にダイハツはミラにそれぞれパートタイム式四輪駆動グレードを設定することになる。一方富士重工業（現・SUBARU）は「ジープより快適で、通年使用可能な現場巡回用車輌」という東北電力の依頼を受け、「スバル・ff-1 1300Gバン」に、日産・ブルーバードのリヤアクスルを装着したパートタイム4WDの「スバル・ff-1 1300Gバン4WD」を製作。1972年にレオーネ1400エステートバン4WDとして発売された。これはスバルが、水平対向エンジン+四輪駆動の組み合わせをシンボルとするブランドへの道を歩み始めるきっかけとなった。このように軽自動車規格や乗用車との組み合わせにより安価に四輪駆動車を入手できるようになり、豪雪地帯の日本でも一般人への普及が進んだ。

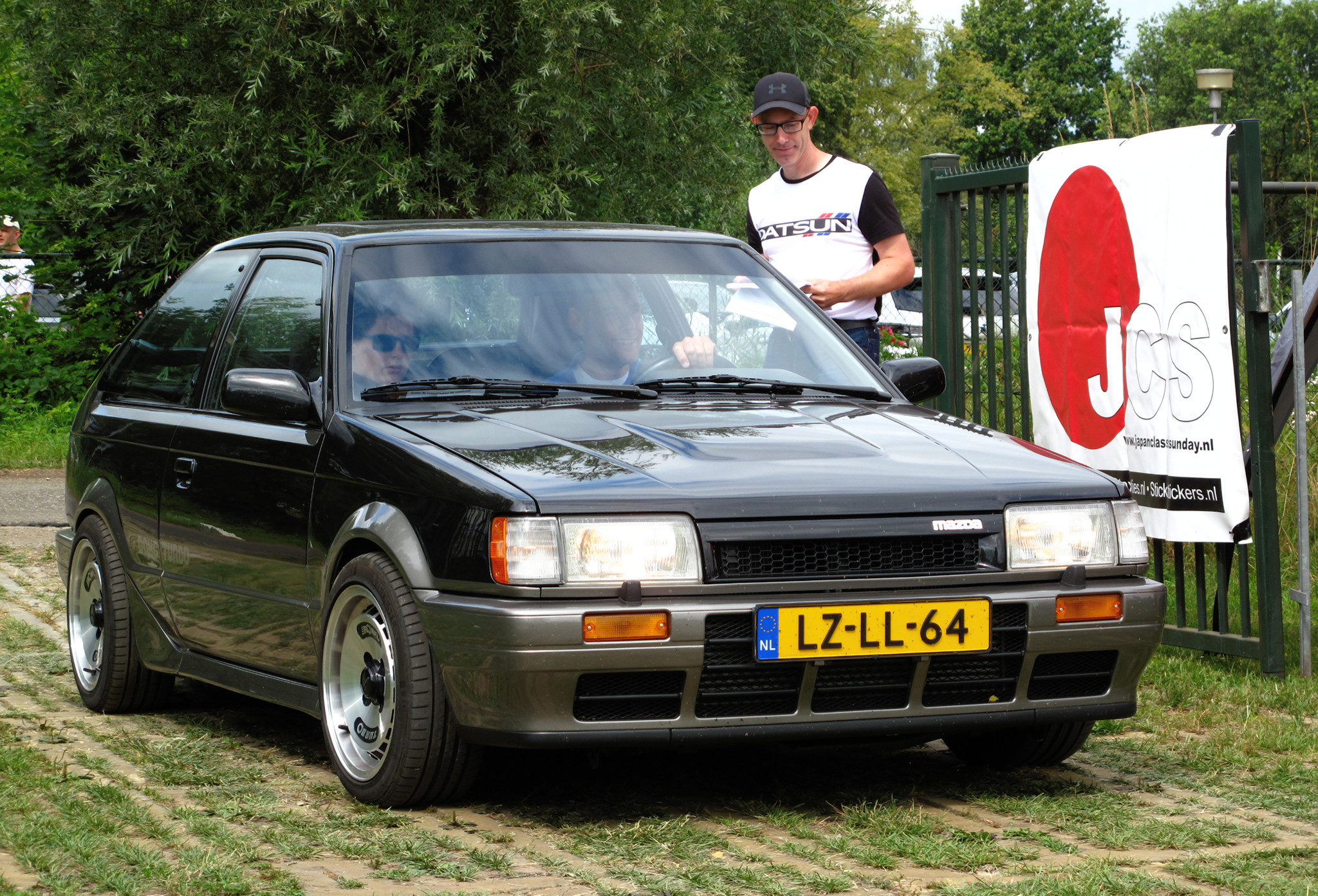
マツダ・ファミリア4WDターボ

また1970年代に米国の影響を受けて日本ではアウトドアブームが起こり、四輪駆動車やクロスカントリーカーが流行した。この時点で、後のRVという日本仕様のレジャー車両の概念が形成されはじめた。1984年にはクロカン車としての悪路走破性を保持しつつ乗用車としての扱いやすさを両立させ、乗用クロスカントリー車の先駆けとなった三菱・パジェロが発売され、四輪駆動車が一気に身近な存在となった。1985年には横置きエンジンでは世界初となるフルタイム四輪駆動を搭載した3代目マツダ・ファミリアが登場し、センターデフを持つ常時四輪駆動技術が乗用車でも一般的になり始めた。1986年には日産・サニー、1987年にはトヨタ・カローラとホンダ・シビックでそれぞれフルモデルチェンジに合わせて、横置きエンジンのフルタイム又はスタンバイ式の四輪駆動グレードが追加され、幅広い車種への普及が一気に進んだ。

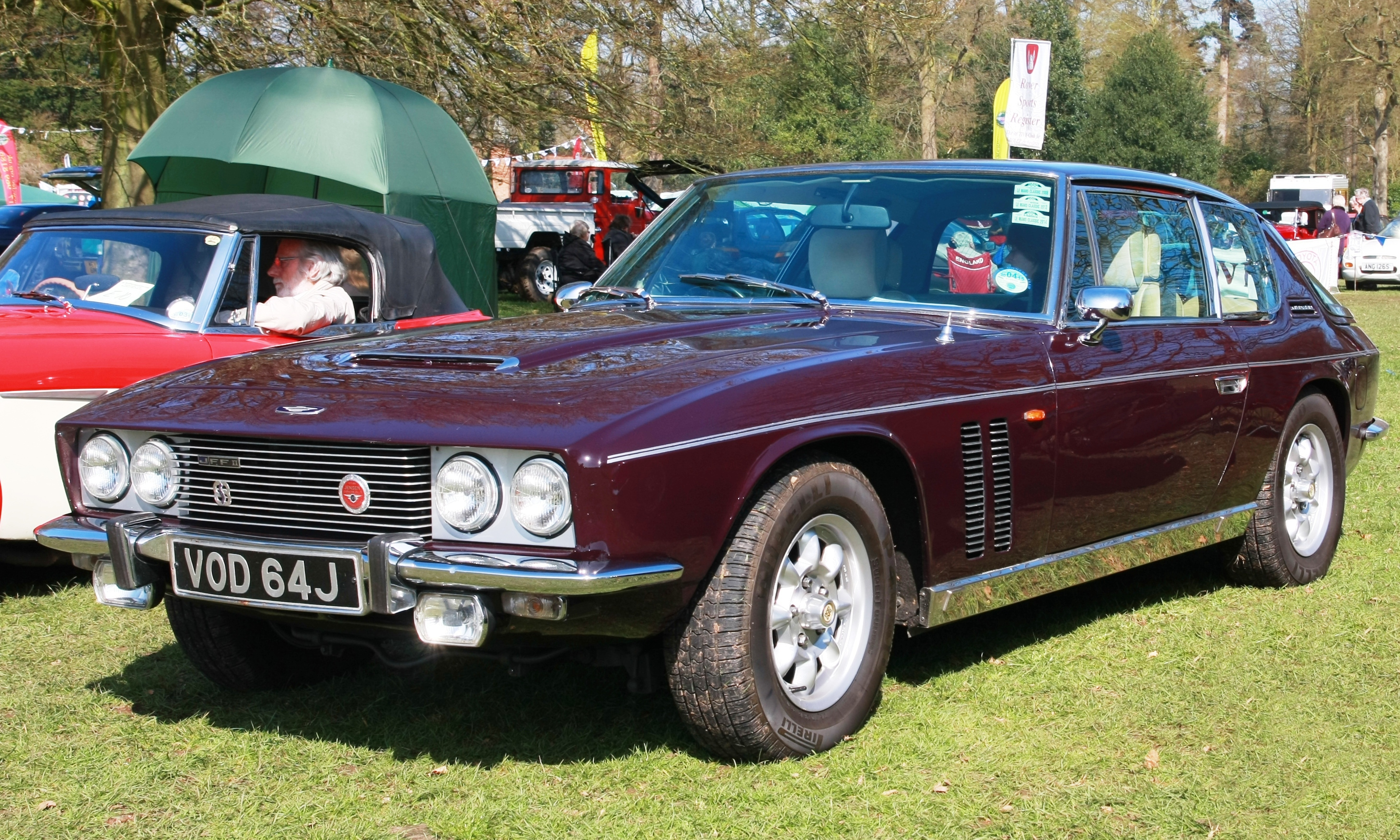
ジェンセン・FF

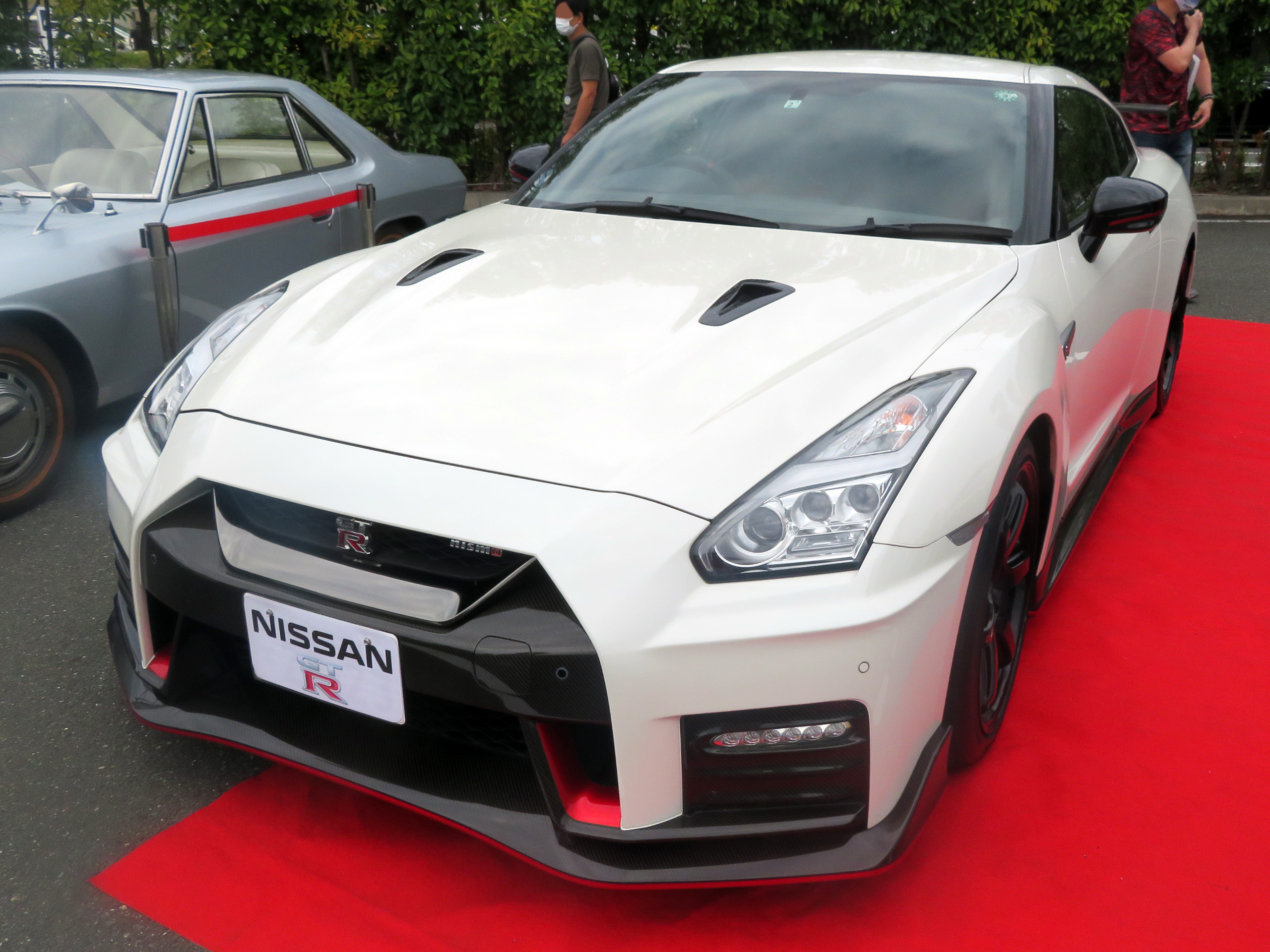
日産・GT-R NISMO

高性能スポーツカー・GT向けとしては、英国のジェンセン・モーターズ社が1966年に量産GTカーとして初めてフルタイム式四輪駆動を採用したFFを発売したが、オイル・ショックや仕様の問題などもあって、市販車のトレンドに影響を与えることはできなかった。FFから10年以上後の1980年にアウディ・クワトロが登場したことで、ようやく高性能スポーツカー向けの四輪駆動技術が普及し始めた。90年代まではグループBやグループAのような競技用ホモロゲーションモデルを除けば、BMW・ポルシェ・ランボルギーニのごく一部に採用されるのみであったが、00年代以降にはかつて後輪駆動をアイデンティティとしていたブランドたちも、高性能化のシンボルとして四輪駆動を搭載したモデルを続々と発売するようになった。
こうした流れの末に、現在では様々な車種に四輪駆動のグレードが設定されている。四輪駆動は安全というイメージを売るメーカーのマーケティングの成功や、数十年単位で続くSUVブームもあって、2013年の米国の四輪駆動車の販売比率は32％となった。日本の軽自動車の四輪駆動比率は乗用・商用合算で2〜3割、北海道の乗用車全体の四輪駆動比率は7〜8割にも及ぶ。かつて後輪駆動（FR）をブランドアイデンティティとしていたBMWは現在、「X-DRIVE」と呼ぶ四輪駆動グレードがほぼ全車にラインナップされており、販売の1/3を占めている。
また昨今の厳しい環境規制に対応するために導入されている電動車（ハイブリッドカー・電気自動車）の場合は、プロペラシャフトの代わりにリアにモーターを追加する形で四輪駆動化されるが、これは従来のプロペラシャフトと比べて軽い・設計の自由度が高い・モーター出力はエンジンのそれより緻密に制御しやすいなどといったメリットがあり、相性が良い。現在は高級車であっても低燃費性能の追求と、量産効果によるコスト削減を狙って横置きエンジンの前輪駆動に置き換えられる場合があるが、この時走りの質感を維持するためにリアモーターを追加して四輪駆動化がされることが多い。

## 四輪駆動の種類と機構
※ここに挙げる名称はあくまで便宜的なものであり、明確に定められているわけではない。

### パーマネント式（狭義）
永久直結式とも呼ばれる、最も原始的な四輪駆動方式。黎明期の試作的な四輪駆動車や、軍用車両や農耕用車両の一部にのみ見られる。現代の乗用車技術としては採用されない方式である。
前後の回転差を吸収するセンターデフを持たないことはもちろん、トランスファーすら持たないか、あるいは、持っていても二輪駆動の状態を選べないため、通常路面での使用や、高速走行にはまったく適していない。
また、建設機械などでは、前輪と同じ舵角で逆位相に後輪を操舵（四輪操舵）、或いは前後輪間で車体を折って操舵し、前後輪の軌跡を一致させることで、タイトコーナーブレーキング現象を回避する例も存在するが、極端なアンダーステア特性のために、スピードの向上には対応出来ない。

### フルタイム式（センターデフ式）

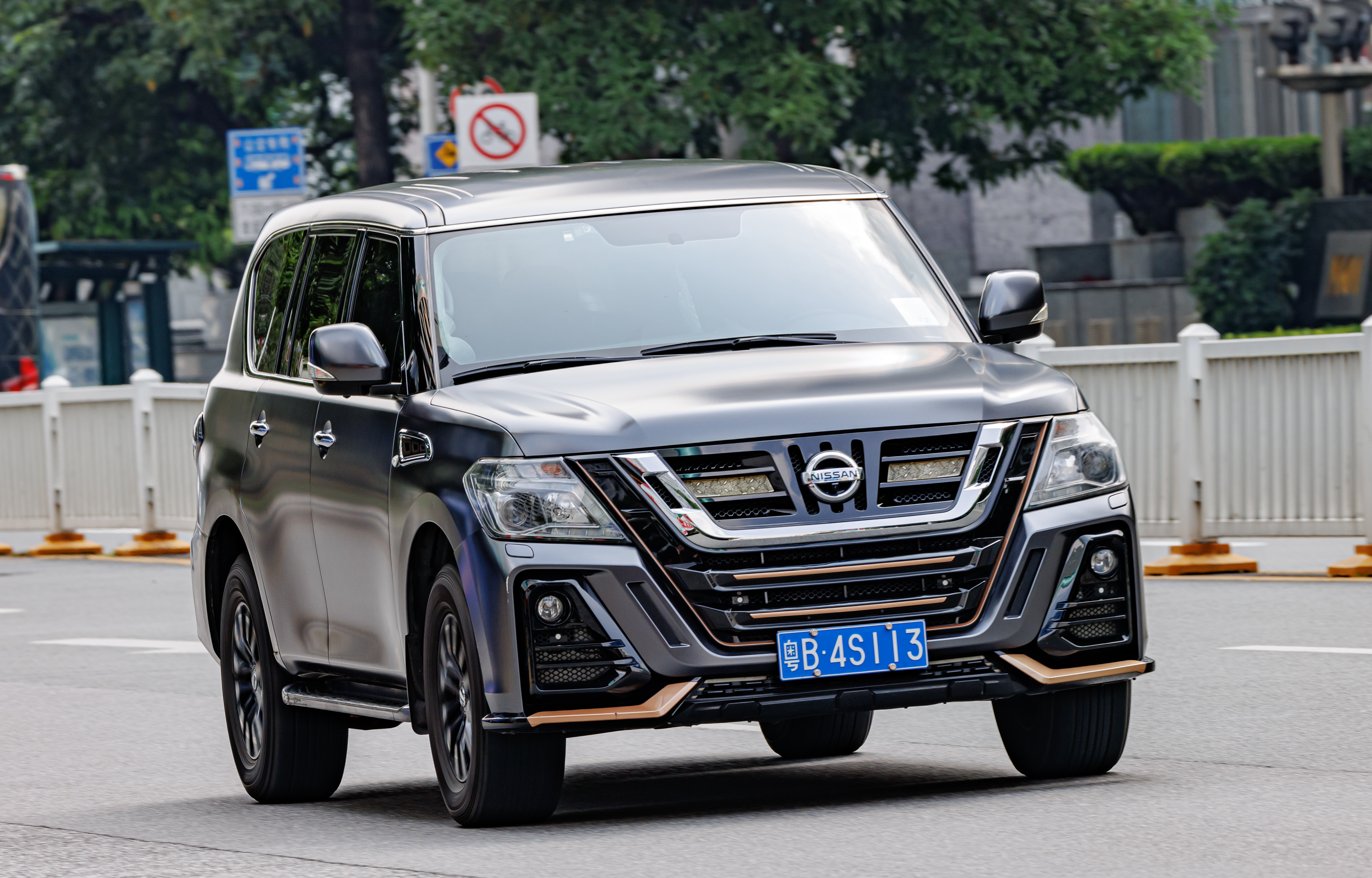
日産・パトロール

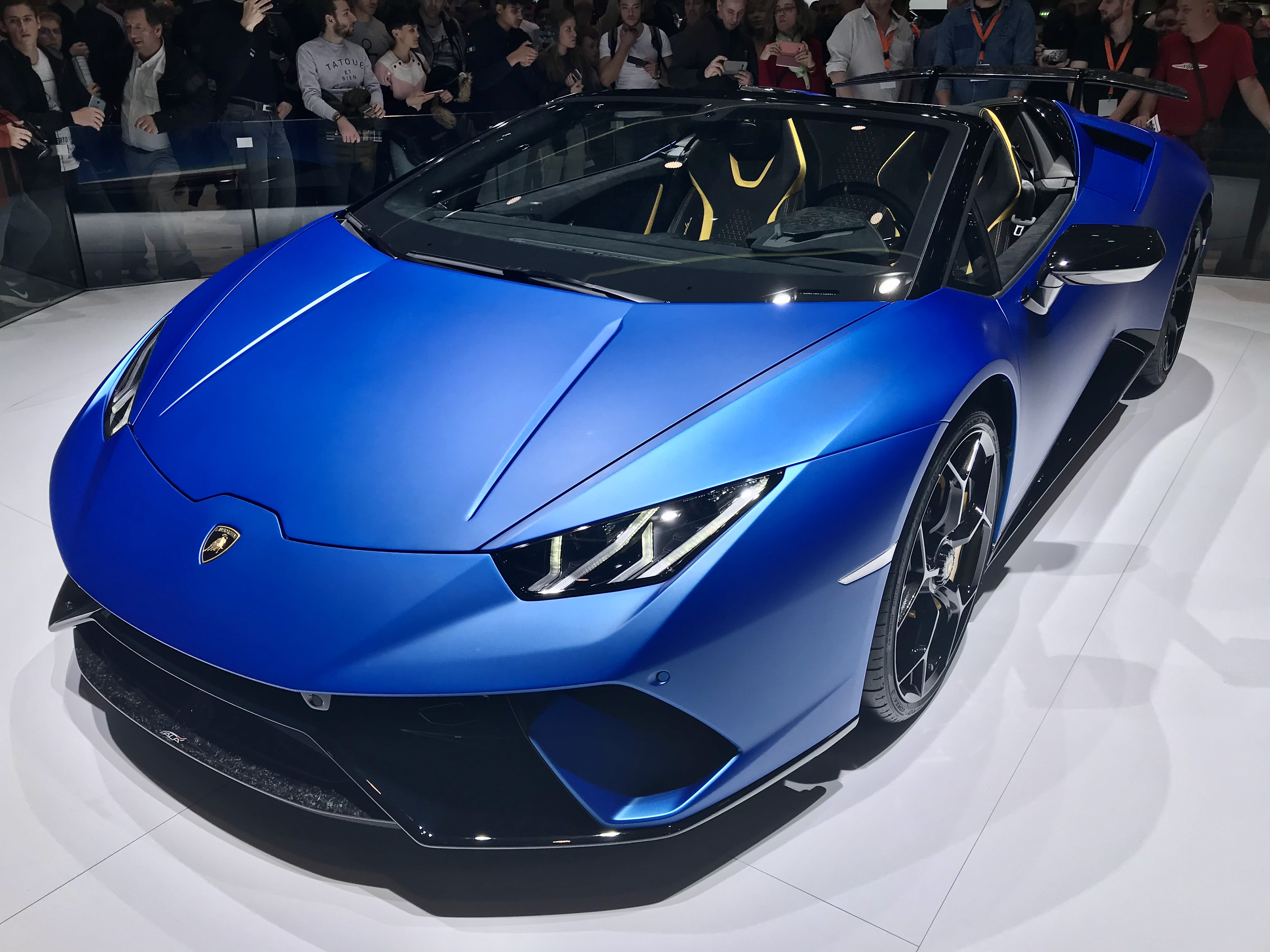
ランボルギーニ・ウラカン

パーマネント式（広義）、コンスタント式とも呼ばれる。前後輪を接続する駆動軸の間にセンターデフと呼ばれるデファレンシャルギア（デフギア）を置き、旋回時や、前後輪の回転差を吸収する。常時全輪に適切にトルクを分配するため、高速走行や雨天時の走行における安定性に優れる。
この方式を採用する黎明期の四輪駆動車は、差動制限を持たない単純なディファレンシャルギアを使用していた。その場合、悪路などで一輪でも空転を始めると、他の車輪には駆動力がほとんど伝わらなくなる。それを回避するために、センターデフに直結機構（デフロック）を備えているものや、リミテッド・スリップ・デフを用いるものが多い。ただし、こうした名称にはメーカー間で統一された定義はなく、後述のスタンバイ方式のように前後の接続にデフギアやトランスファーではなく流体クラッチ（カップリング）を用いるものも一般的にフルタイム式と（広義で）呼ばれている。整備などのサービスの現場でも、ギアであれクラッチであれ、前後の接続部分は全てセンターデフと呼んでいる場合があるが、走行性能については大きな差があり、後述のとおりである。
ランドクルーザープラドのトルセンLSDセンターデフ式フルタイム4WDの走行モード、駆動モード表とその特徴
| レバー位置 | レバー位置 | 駆動モードの名称                                         | タイヤの回転数のトルク配分 | 路面状況、意味、走行時の特徴 |
| プラド120  | プラド150  | 駆動モードの名称                                         | タイヤの回転数のトルク配分 | 路面状況、意味、走行時の特徴 |
| ---------- | ---------- | -------------------------------------------------------- | -------------------------- | --- |
| H          | H4F        | ハイレンジ4WDセンターデフフリー、FRベースのフルタイム4WD | 前輪40％：後輪60％         | FRベースのフルタイム4WD。トルセンLSD効果を発揮するハイレンジ4WD。オンロードでの常時4WD走行可能なモードで、4WDモード切り替えスイッチの基本位置、通常の位置であり、あらゆる速度領域に対応し、一般道路、高速道路のオンロードの他、砂利道、ダート道、石畳、低い段差、草原といった穏やかな凸凹道のオフロード、平坦なオフロードを含む路面、雪道といった、あらゆる路面状況に共通する走行モードで、通常走行である。センターデフが作動し、前後輪の回転差の不等トルク配分を行い、運転中・走行中に前後輪の回転差を吸収し、ハンドリング性能が向上し、タイトコーナーブレーキ現象は起きないので、不等トルク配分により、ハンドルを回したときに四輪操舵（4WS）と連動し、全てのタイヤに舵角を与え、全てのタイヤが同時に向きを変えることができる。 |
| HL         | H4L        | ハイレンジ4WDセンターデフロック、直結4WD                 | 前輪50％：後輪50％         | 激しい凸凹道、起伏路、オフロードの急坂、ヒルクライミング、ぬかるみ、砂地、丸太道、林道（林間）、砂利道、石畳、ロックセクション、雪道、階段、オフロードの溝、モーグル路、ダート路といったオフロード全般を走行するモードで、起伏路で前後輪のどれかが空転したときに使われ、大きな駆動力と大きなエンジントルクを持ち、オフロードでフラット感のある走りを実現し、オフロードグリップ、オフロード走破性を向上させる。センターデフをロックしたハイレンジ直結4WD。センターデフロックにより、前後輪が直結され、直結4WDとなり、タイヤの回転数は、前輪50％：後輪50％固定で、タイヤの回転数が均等になり、前後輪の回転差動が停止され、駆動力を全てのタイヤに伝え、全てのタイヤが凸凹道の路面をしっかり捉え、力強い4WD走行となる。              |
| LL         | L4L        | ローレンジ4WDセンターデフロック、ローギヤ直結4WD         | 前輪50％：後輪50％         | 激しい凸凹道、起伏路、オフロードの急な下り坂、ヒルクライミング、ぬかるみ、砂地、丸太道、林道（林間）、砂利道、石畳、ロックセクション、雪道、階段、オフロードの溝、モーグル路、ダート路といったオフロード全般を走行するモードや、起伏路で前後輪のどれかが空転したときに加え、万が一のスタック時、ぬかるみからの脱出時に使われ、低速での走破性に優れ、エンジンブレーキの効果を加えた大きな駆動力を確保する。センターデフをロックしたローレンジ直結4WD。トランスファーの変速比をローレンジにした直結4WD。 |

なお、軍用車両やオフロード志向の強いクロスカントリーカーやSUVの一部では、走破性向上のために、センターデフのみならず前後のデフ（アクスルデフ）も差動制限したり、直結させることを可能とするものもある。
| フルタイム式4WD。エンジン出力はセンターデフを介して前後輪に配分される。 |  | デフの直結スイッチの模式図。左から順にセンターデフ、フロントデフ、リヤデフを独立的に直結させる機能を持つ。 |
| フルタイム式4WD。エンジン出力はセンターデフを介して前後輪に配分される。 |  | デフの直結スイッチの模式図。左から順にセンターデフ、フロントデフ、リヤデフを独立的に直結させる機能を持つ。 |

### パートタイム式

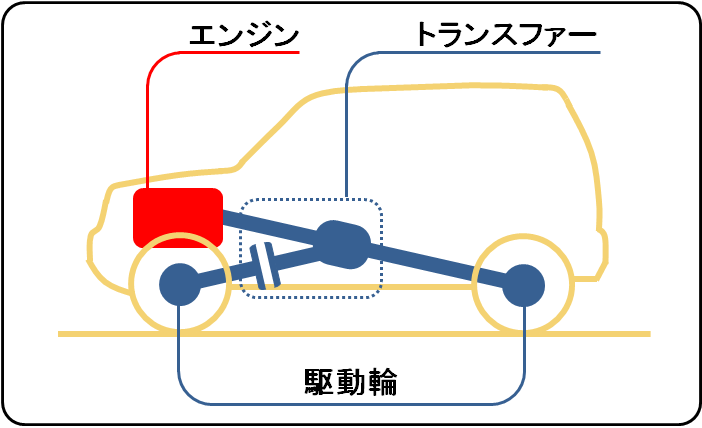
後輪駆動を基本としたパートタイム式4WD。前輪への駆動の接続は運転者が任意に行う。

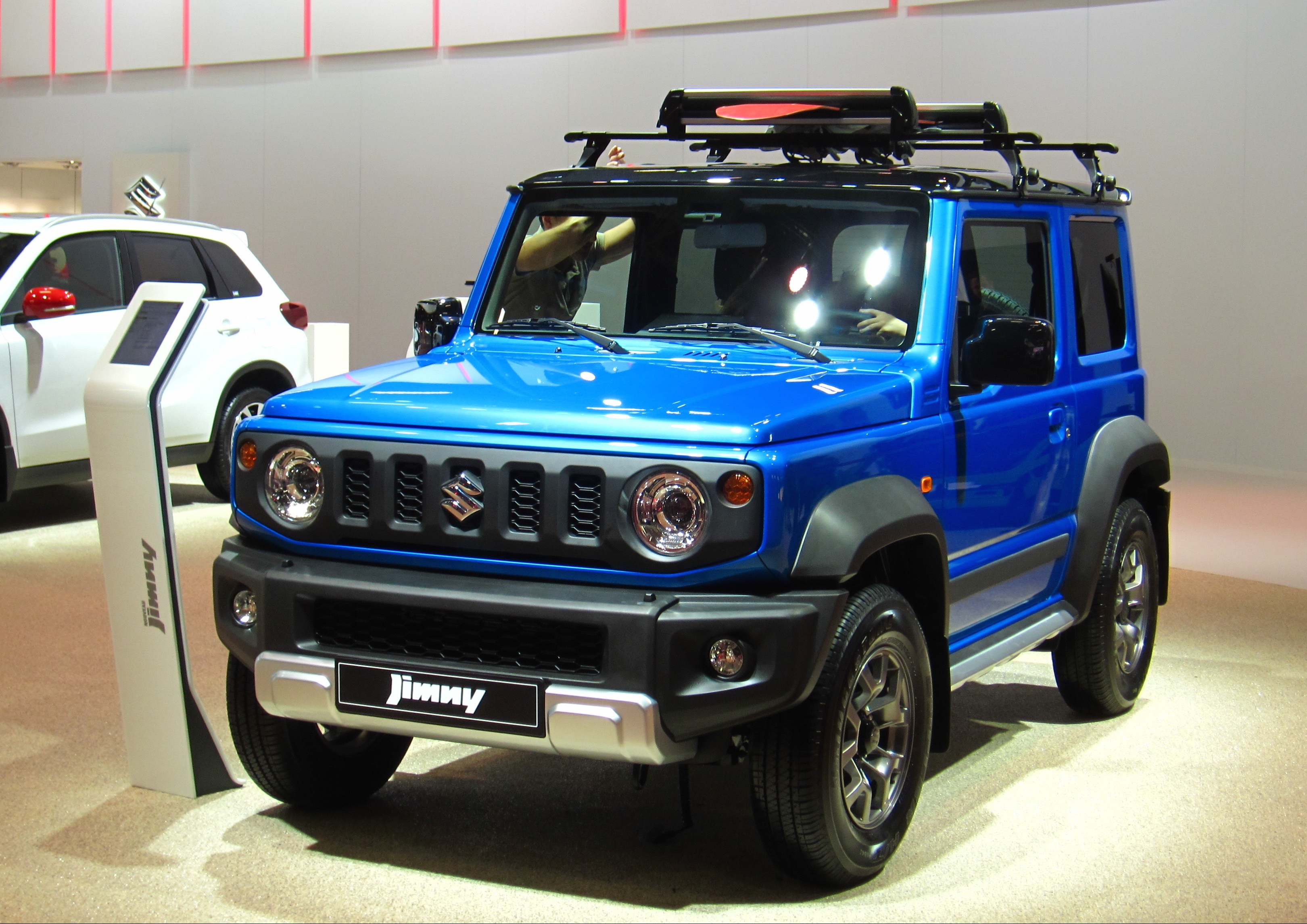
スズキ・ジムニー

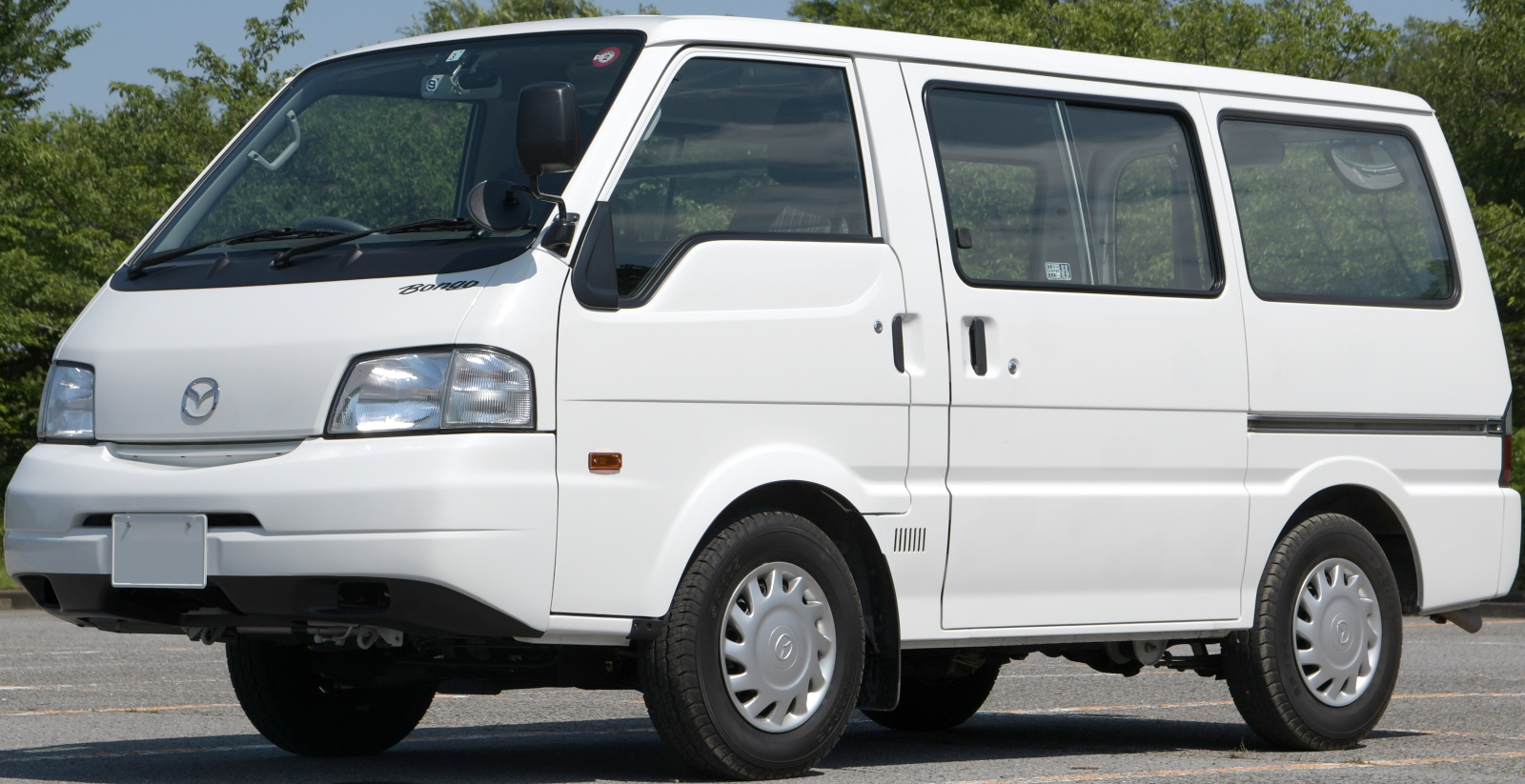
マツダ・ボンゴ

セレクティブ式とも呼ばれる。通常は二輪駆動を基本とし、必要時にのみ動力を取り出すトランスファを接続し、四輪駆動に切り替える方式である。これはタイトコーナーブレーキング現象の発生や、ハンドリングや燃費の悪化などの多くの不具合を回避し、舗装路面でも使える車両とするのに必須でもあった。また自動車製造上、もともとの二輪駆動車両に後付け構造で四輪駆動にできる方式として、今でも存続している。シンプルな構造と二輪駆動時の燃費の良さから、特に経済性が重要な商用車では採用されやすい。
パートタイムの車両にはセンターデフは無く、四輪駆動では前後の回転差は全く吸収されず、タイヤと路面の間での強制的なスリップを発生することで回転差を吸収する。つまり、四輪駆動走行は、滑りやすい悪路であることが前提となる。
仮に、パートタイムの四輪駆動で乾いた舗装路などを走行するとタイヤと路面の摩擦力が大きくタイヤスリップが発生できず、タイトコーナーブレーキング現象やトルク循環が発生する。駆動系を破損・焼損する可能性も高く注意が必要である。前後のタイヤ径が異なる場合にもトルク循環が発生する。カタログでのタイヤサイズが同じで、モデル名が異なる程度（トレッドパターンや僅かな直径の違い）でも、タイヤの摩耗度が見てわかる程度違っていても起こる。また、ハンドル舵角によらず非常に高い直進性をもつことになる。車両の操縦性や安定性が大きく損なわれることに大きな注意が必要である。二駆と四駆の切り替えはステアリングを中立にしての低速度、または停止状態で行うことが推奨される。このような車種は、車内にコーションプレートが取り付けられており、これらの旨が注意書きされている。
悪路での使用を前提とするなら、比較的機構が簡単で信頼性が高くパーマネント式やセンターデフ式のデフロック状態の利点が得られるため、砂地、泥濘、岩山など、過酷なオフロード走行クロスカントリーやスタックからのリカバリーで用いるのが有効である。そういう本格的オフロード走行を前提としていないとメリットが少ないため、乗用車において過去に採用例があったが、今はほぼ廃れている。
また、フリーハブなどを用いて従駆動輪を機械的に断続することも一般的で、マニュアルハブ、AUTOフリーハブを持つ車両が多い。ランドローバーシリーズIのように、ワンウェイクラッチなどにより、前進時にのみ四輪駆動になる方式もある。
パートタイム4WDは、ジープやスズキ・ジムニーのような伝統的なクロスカントリーカーにおいてはFRを基盤にしているが、少なくとも日本車においては、現在存在する大半はFFが基盤である。逆に、元来のFR車の大半はフロントアクスルを置くスペースがない（そこはエンジンのスペースである）ため、4WD化は難しい。MRレイアウトの機械式パートタイム4WD車は、日本の軽トラック及びキャブオーバースタイルミニバンのうち、RRのサンバーとドミンゴを除くほぼ全車が採用モデルを市販している。いわゆる「センターミッドシップ」は、ホンダ・アクティの旧いモデルのみとなる。RRレイアウトのものについてはスバル・サンバーとその拡大型であるスバル・ドミンゴ以外に例がない。
FJクルーザーのパートタイム4WDの走行モード、駆動モード表とその特徴
| レバー位置 | 駆動モードの名称                 | タイヤの回転数のトルク配分 | 路面状況、意味、走行時の特徴 |
| ---------- | -------------------------------- | -------------------------- | --- |
| H2         | フロントエンジンの後輪駆動（FR） | 前輪0％：後輪100％         | 一般道路、高速道路のオンロード、乾いたオンロードのグリップ力が強く、通常走行において、燃料消費の低コストに適した走行、経済走行を実現する。舗装路はFRの2WD（後輪駆動）の「H2」で走る。 |
| H4         | ハイレンジ4WD、直結4WD           | 前輪50％：後輪50％         | 大規模な凸凹道、急勾配、オフロードの急坂、ヒルクライミング、道なき道、ぬかるみ、傾斜地、砂地、丸太道、林道（林間）、ロックセクション、雪道、階段、モーグル路、ダート路といったオフロード全般を走行するモードで、大きな駆動力で、大きなエンジントルクを持ち、これらの凸凹道のオフロードでフラット感のある安定した走りを実現し、オフロードグリップ及びオフロード走破性を向上させ、前後輪のどれかが空転したときなど、駆動力を全てのタイヤに伝え、全てのタイヤが凸凹道の路面をしっかり捉える。センターデフロックと同じ扱いの、直結ハイレンジ4WDで、タイヤの回転数のトルク配分は、前輪50％：後輪50％固定のトルク配分で、タイヤの回転数が均等になり、前後輪の回転差動が停止され、駆動力を全てのタイヤに伝え、力強い4WD走行となる。 |
| L4         | ローレンジ4WD、ローギヤ直結4WD   | 前輪50％：後輪50％         | 大規模な凸凹道、急勾配、オフロードの急な下り坂、ヒルクライミング、道なき道、ぬかるみ、傾斜地、砂地、丸太道、林道（林間）、ロックセクション、雪道、階段、モーグル路、ダート路といったオフロード全般を走行するモードに加え、ぬかるみからの脱出時、前後輪のどれかが空転したときなど、低速での走破性に優れ、特に大きな駆動力が必要なときに使用する。センターデフロックと同じ扱いの、直結ローレンジ4WD。トランスファーの変速比をローレンジにすることにより、エンジンブレーキの効果と大きな駆動力を確保する。 |

パートタイム4WDは、センターデフを持たないため、4WD使用時は、どの4WDモードに関係なく、タイヤの回転数のトルク配分は前輪50％：後輪50％限定固定で、センターデフロックのみと同じ扱いの状態になる(？)。
パートタイム4WDの各駆動モードでの速度範囲・最高速度については、「H4」のときは、速度範囲は？km/h以下、「L4」のときは速度範囲は？km/h以下。走行中の状態で、2WD(H2)⇔ハイレンジ4WD(H4)の切り替えは、時速？km/h以内の速度範囲で行う。
パートタイム4WDのトランスファーシフトレバーの名称は、車種、メーカーによっては、「H2」を「2H」、「H4」を「4H」、「L4」を「4L」と表すものもある。

### フルタイム・パートタイム複合式

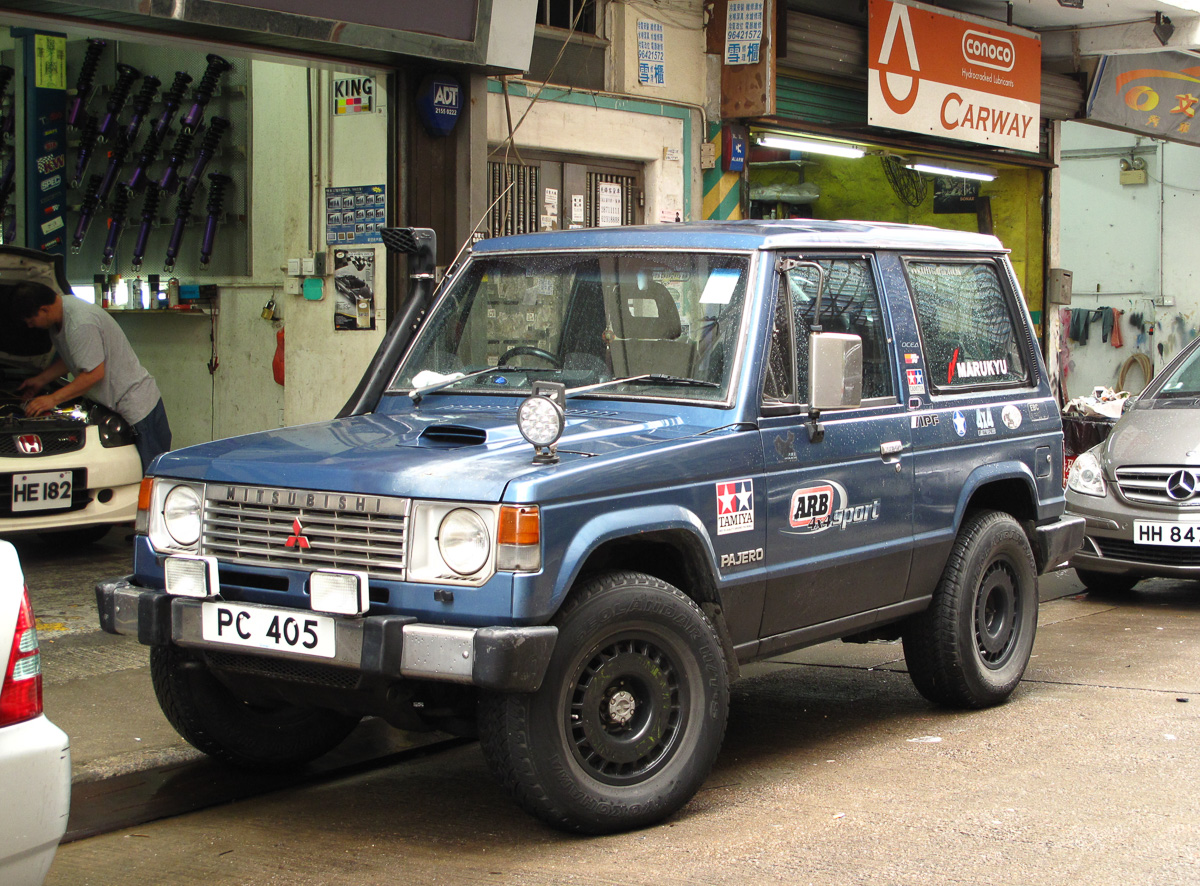
三菱・パジェロ

パートタイム式の切り替え式トランスファーと、フルタイム式のセンターデフの双方を搭載しており、フルタイム式としてもパートタイム式としても使えるというものである。二駆での省燃費、センターデフによる駆動力を配分しての安定した走行、前後直結での悪路走破性、いずれのメリットにも与かることができるようにしたもの。
差動吸収方式、駆動配分方式などに差異があり、ジープのセレック・トラックでは、トランスミッション直後にビスカスによる配分変更、そしてトランスファーを持つというデファレンシャルのない方式を採用。三菱自動車のスーパーセレクト4WDでは、トランスミッション直後にデファレンシャル、そのあとにチェーンによるビスカスバイパスと、トランスファを持つ方式。トヨタのマルチモード4WDでは、スーパーセレクト4WDと同じ順だが、バイパスせずに配置する。いずれも、ラダーフレームやリジッドアクスルを備える本格的クロスカントリー車ではあるが、乗用車パーツを流用し乗り心地や装飾に乗用車テイストを持たせたRVに採用されている。
二重、三重の装備となり、重量がかさむという欠点があるが、車格の大きなクロスカントリー車では、元々トランスファーにローレンジ切り替えを受け持つ副変速機（※CVTの燃費向上用のものではなく、悪路走破用のローレンジ）を持つため、センターデフを持つことによるトランスファケースの大型化や、それに伴う重量増加は、走行性能上さほどデメリットとはならない車種に採用されている。

## スーパーセレクト4WD-II
スーパーセレクト4WD-IIの走行モード、駆動モード表とその特徴
| レバー位置 | レバー位置  | 駆動モードの名称                                         | タイヤの回転数     | 路面状況、意味、走行時の特徴、各駆動モードの働き |
| ---------- | ----------- | -------------------------------------------------------- | ------------------ | --- |
| 三菱：2H   | トヨタ：H2  | フロントエンジンの後輪駆動（FR）                         | 前輪0％：後輪100％ | 一般道路、高速道路のオンロード、乾いたオンロードのグリップ力が強く、通常走行であり、軽快なハンドリング、燃費の低コストに適した走行、経済走行を実現する。前輪への回転が0％。「ハイレンジ2WD」ともいう。 |
| 三菱：4H   | トヨタ：H4F | ハイレンジ4WDセンターデフフリー、FRベースのフルタイム4WD | 前輪33％：後輪67％ | FRベースのフルタイム4WD。トルセンLSD効果を発揮するハイレンジ4WD。オンロードでの常時4WD走行可能なモードで、4WDモード切り替えスイッチの基本位置、通常の位置であり、あらゆる速度領域に対応し、一般道路、高速道路のオンロードの他、砂利道、ダート道、石畳、低い段差、草原といった穏やかな凸凹道のオフロード、平坦なオフロードを含む路面、雪道といった、あらゆる路面状況に共通する走行モードで、通常走行である。センターデフが作動し、前後輪の回転差の不等トルク配分を行い、運転中・走行中に前後輪の回転差を吸収し、ハンドリング性能が向上し、タイトコーナーブレーキ現象は起きないので、不等トルク配分により、ハンドルを回したときに四輪操舵（4WS）と連動し、全てのタイヤに舵角を与え、全てのタイヤが同時に向きを変えることができる。 |
| 三菱：4HLc | トヨタ：H4L | ハイレンジ4WDセンターデフロック、ハイレンジ直結4WD       | 前輪50％：後輪50％ | 激しい凸凹道、起伏路、オフロードの急坂、ヒルクライミング、ぬかるみ、砂地、丸太道、林道（林間）、砂利道、石畳、ロックセクション、雪道、階段、オフロードの溝、モーグル路、ダート路といったオフロード全般を走行するモードで、起伏路で前後輪のどれかが空転したときに使われ、大きな駆動力と大きなエンジントルクを持ち、オフロードでフラット感のある走りを実現し、オフロードグリップ、オフロード走破性を向上させる。センターデフをロックしたハイレンジ直結4WD。センターデフロックにより、前後輪が直結され、直結4WDとなり、タイヤの回転数は、前輪50％：後輪50％固定で、タイヤの回転数が均等になり、前後輪の回転差動が停止され、駆動力を全てのタイヤに伝え、全てのタイヤが凸凹道の路面をしっかり捉え、力強い4WD走行となる。              |
| 三菱：4LLc | トヨタ：L4L | ローレンジ4WDセンターデフロック、ローレンジ直結4WD       | 前輪50％：後輪50％ | 激しい凸凹道、起伏路、オフロードの急な下り坂、ヒルクライミング、ぬかるみ、砂地、丸太道、林道（林間）、砂利道、石畳、ロックセクション、雪道、階段、オフロードの溝、モーグル路、ダート路といったオフロード全般を走行するモードや、起伏路で前後輪のどれかが空転したときに加え、万が一のスタック時、ぬかるみからの脱出時に使われ、低速での走破性に優れ、エンジンブレーキの効果を加えた大きな駆動力を確保する。センターデフをロックしたローレンジ直結4WD。トランスファーの変速比をローレンジにした直結4WD。 |

スーパーセレクト4WD-IIの各駆動モードでの速度範囲・最高速度については、「4LLc」のときは、時速70km/h以下(以内)である。
スーパーセレクト4WD-IIは、パートタイム4WDとフルタイム4WDを組み合わせたもので、パジェロ、パジェロスポーツ、トライトン、次期型のランドクルーザー70に使われている。
走行中でも、時速100km/h以内なら2WD（2H）⇔フルタイム4WD（4H）⇔4HLcの切り替えできる。一部分がパートタイム4WDなので、普段は軽快な2WDを選べるのがポイントで、FRの2WDのみの走行条件を含むフルタイム4WDとなっており、機動性が向上。スーパーセレクト4WD-IIは、様々な道路・路面の状況に応じて4つの走行モードから最適な駆動方式・走行モードを選んで切り換える機能で、最適なトラクション性能を発揮し、多彩な走行モードを備え、全ての走行モードに対応する。
「4HLc」と「4LLc」とでは、センターデフロックになり、直結4WDとなるものの、「4LLc」に切り替えるときは、停車状態にしてから行う。

### オン・デマンド式/スタンバイ式（パッシブ式）

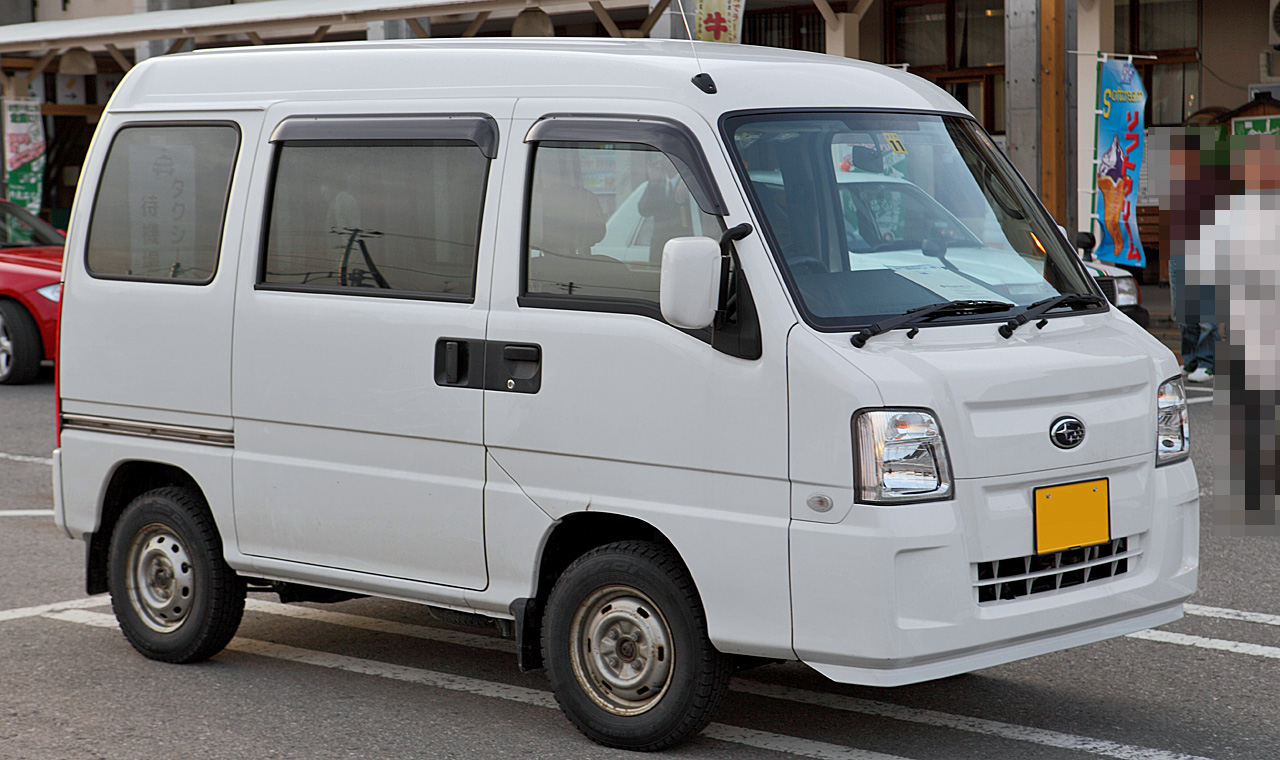
スバル・サンバー

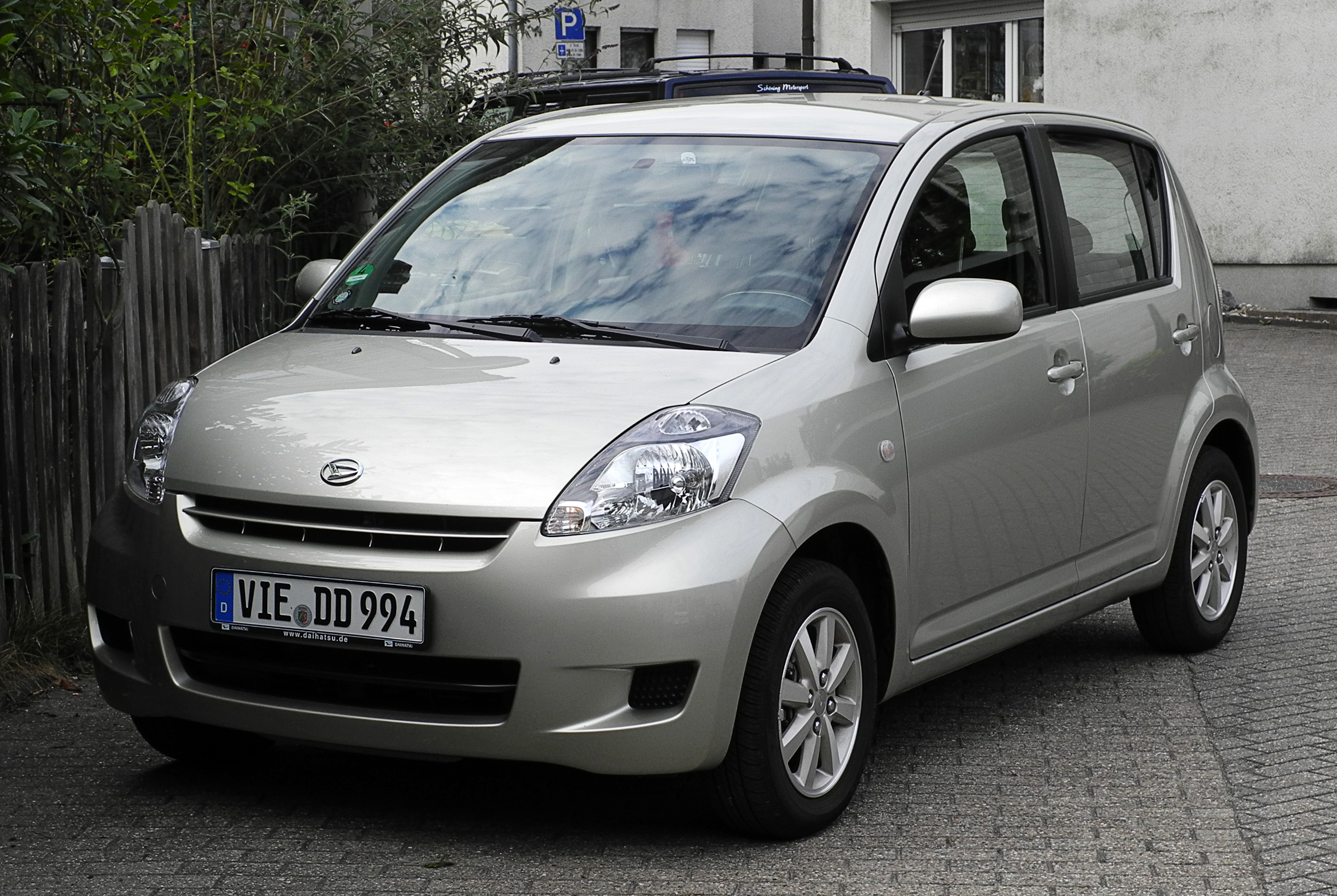
ダイハツ・ブーン

パートタイム式には、二駆と四駆の切り替えに戸惑うユーザーも多く、また直結状態に気づかないまま舗装路で高速走行をするなどで車を壊したり火災を起こしたりするトラブルも少なくなかった。そこで、切り替え操作を必要せず、自動化を図ったオン・デマンド式が考案された。センターデフの代わりに流体クラッチ（流体継手、単にカップリングとも呼ばれる）を持ち、通常は前後どちらかの主駆動輪で走行し、主駆動輪と残りの二輪（従駆動輪）に回転差が生じると、従駆動輪にも駆動力を自動的に伝達する方式。従駆動輪の働きは補助的であり、長時間や強い駆動力の伝達には不向きである。必要となってから駆動配分を行うため、パッシブ（受動）式とも呼ばれる（実際にはカップリングは高粘度のオイルで満たされた湿式クラッチなので完全に切れることはなく、従駆動輪にも常にある程度のトルクが掛かっている）。従駆動輪の連結を切断する必要がなく、4WD切り替えスイッチなどはほとんど設けられない。
ビスカスLSD付センターデフ方式と混同されがちであるが、長時間の耐久性や駆動力配分でまったく別の動作を示すもので、センターデフを持たないこのスタンバイ方式のほうが機構的に単純である。頑丈な円筒形ケースに多板クラッチとシリコーン樹脂を封入し、前後輪の回転差で発生する攪拌熱によるシリコンの膨張で多板クラッチを圧着し、差動を制限するビスカスカップリングをリアデフの前のプロペラシャフトに挿入した方法である。電子的な制御用のデバイスが一切不要で、特にフォルクスワーゲンが採用した初期の大型のものは、レスポンスや効きも申し分ない物であった。その後、ビスコドライブ社への特許料が不要で、なおかつ製造も簡単で安価なトリブレード（3葉プロペラ）式やデュアルポンプ式の流体クラッチが登場したが、総じてレスポンスが悪く、繋がりが唐突であるなど、洗練度にも欠けるものであった。
特に後者のスタンバイ式4WDは、悪路で滑って後輪が駆動するまでにはっきりとラグがあり、コーナーなどでフロントが滑ったあげくリアに駆動力が加わり車体の大きな動揺、スピンに陥ることもしばしばあり、「無い方がマシ」「なんちゃって4WD」などとと揶揄されることも多い。ただしタイヤや横滑り防止装置の発達した現在では、その弱点は緩和されている。悪路を走破するためというよりは雪道でのスタックからの脱出が主な用途であり、「生活四駆」などとも呼ばれる。現在中型車以上のカテゴリでの採用は珍しくなったが、ケース内圧力を高めるなどの改善を図りつつシステムの軽さ・安価さというメリットを生かし、排気量1500cc未満のコンパクトカー・軽自動車では多く採用されている。
ビスカスカップリング式やホンダのデュアルポンプ式は、いずれか1つのタイヤが空転した場合、片方には駆動力が伝わらないオープンデフと呼ばれる構造であるため、状況によっては三輪駆動という見方もできる。
なお、本項目ではセンターデフ式フルタイム4WDと区別したが、日本においては、本田技研工業（いすゞ自動車にOEM供給されていた製品を含む）が「リアルタイム4WD」の名称を使った以外は、ほぼすべての乗用車メーカーがビスカスカップリング式4WDを「フルタイム4WD」と呼称している。特に4WDの代名詞であった富士重工業（現・SUBARU）と、三菱自動車工業がこれに倣ったことの影響は大きい。また市販ベース競技車として「スズキ・アルトワークス」「ダイハツ・ミラ TR-XX」が採用し実績を残したことも大きい。

### トルク・スプリット式/アクティブ・トルク・スプリット式/アクティブ・オン・デマンド式

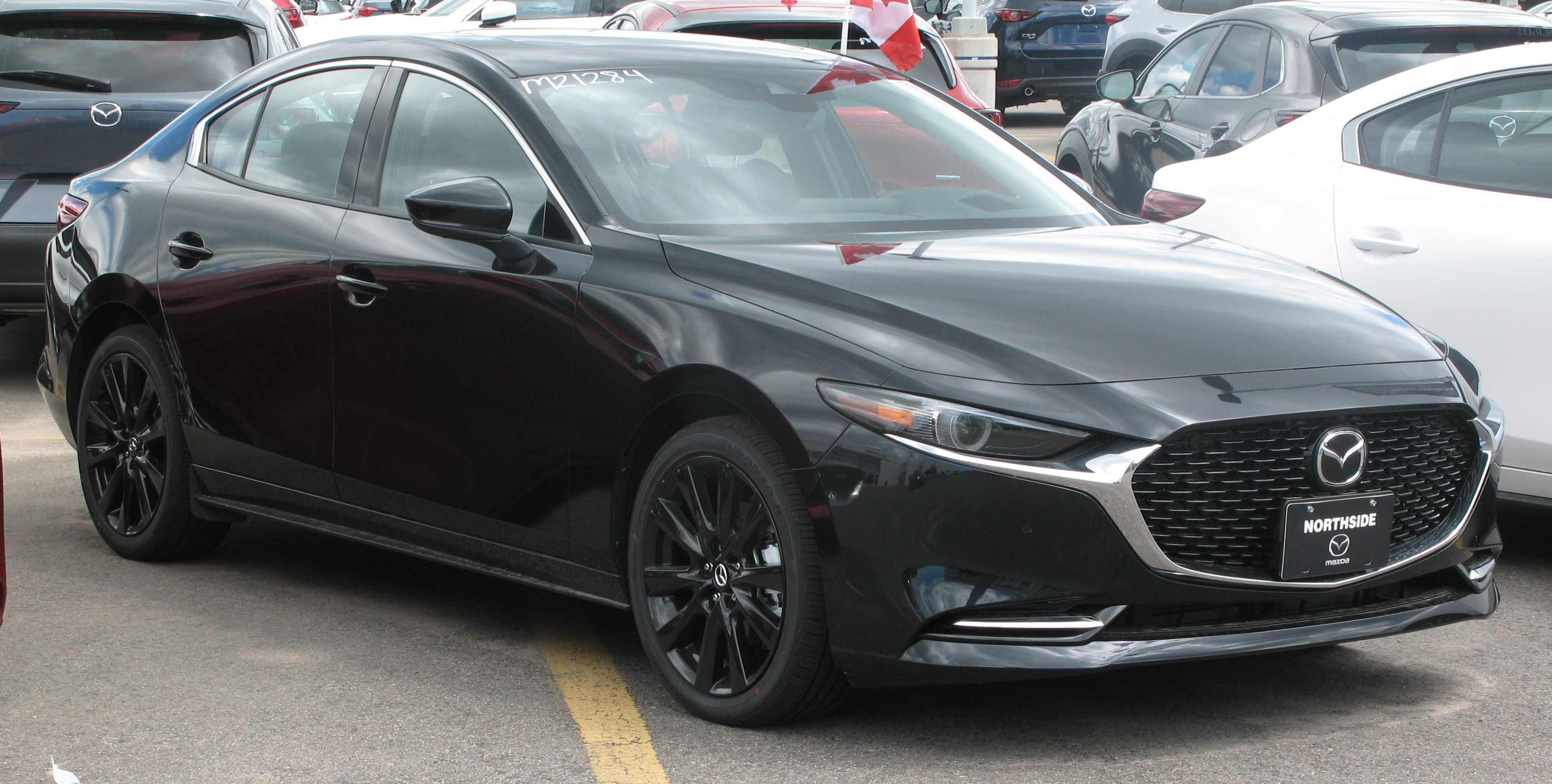
マツダ・MAZDA3

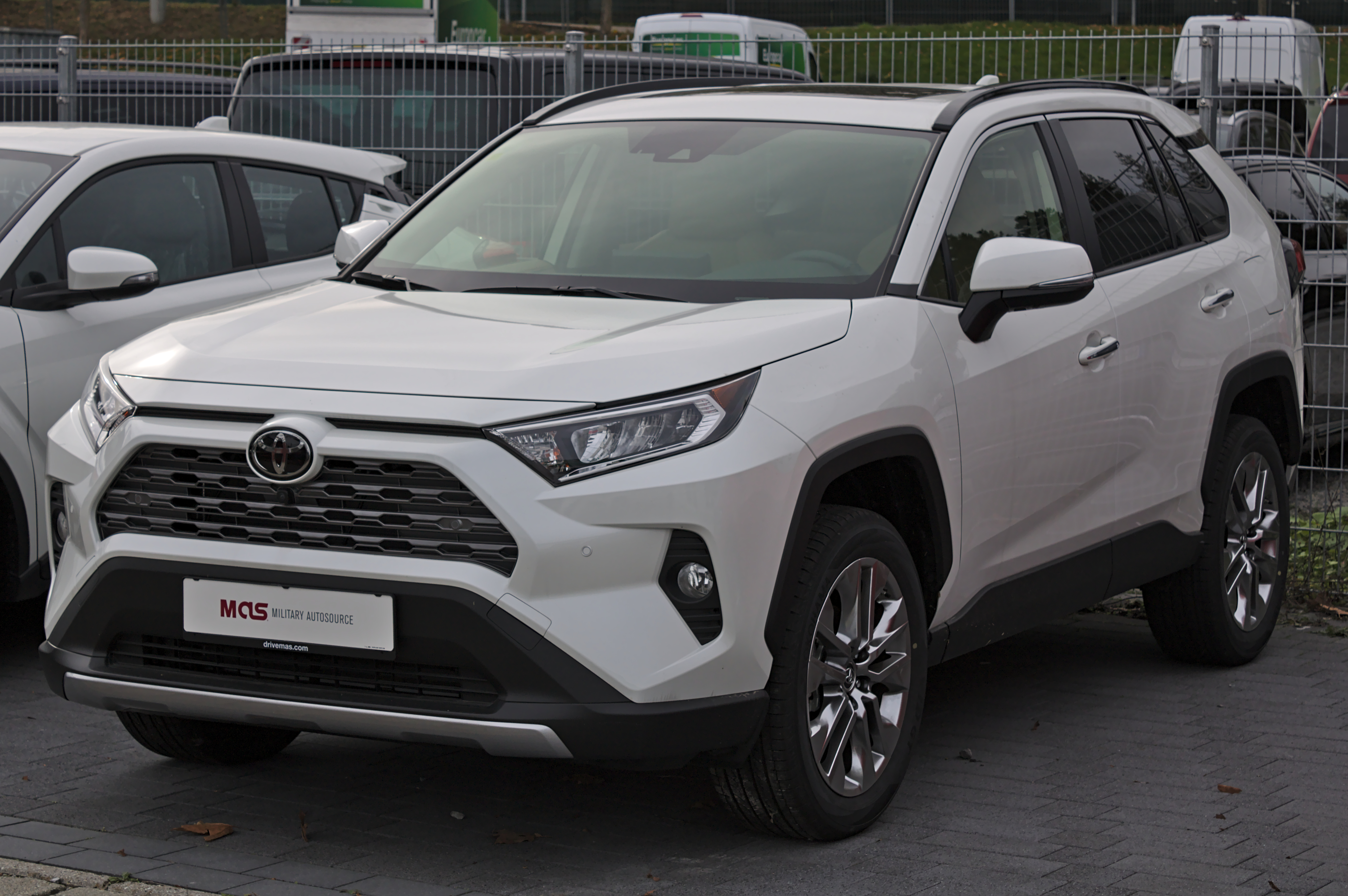
トヨタ・RAV4

オン・デマンド式の発展形で、同様に従となる方の駆動軸に流体継ぎ手のクラッチ機構を持つが、電子制御のポンプによりクラッチケース油圧の増減をコントロールし、前後駆動力配分をアクティブに制御する方式を用いるもの。現在の中型以上の乗用車では主流となっている。
従来のオン・デマンド（スタンバイ）式が機械的に回転差が生じてから後輪に駆動力が配分するのに対して、こちらは各ホイールの回転差やハンドル切れ角、スロットル開度、Gセンサーなど車両走行状況を電子的に演算して、滑りを予測して駆動するため、より実走行状況に応じた走破性・安定性を獲得することができる。また発進やわずかなハンドルの回転に際しても駆動コントロールがプログラムされており、舗装路でのハンドリングやドライバビリティにも貢献するものも多い。中には運転者が能動的に乾燥路・雨天路・凍結路などの路面状況による自動演算の傾向を選択（モード切替）できるようにしているものもある。
代表的なものとして、トヨタのダイナミックトルクコントロール、日産のオールモード4X4、ホンダのインテリジェント・コントロール・システム、VTM-4、スバルのACT-4、三菱のAWC、スズキのALL GRIP、BMWのxDriveなどが挙げられる。またスウェーデンのハルデックス・トラクション社製のアクティブ式システムは評価が高く、VW系、ボルボ、フォード、GM系といった海外他社のメーカーで採用されている。
2WDとの切り替えにおいてもトランスファー切り離しなどではなく、電子制御のスイッチで配分を切り替える方式をとるものがほとんどでもある。車種によっては2WDの切り替えスイッチを設けないものもある。なお2019年発売のトヨタ・RAV4では、電子制御でありながらトランスファーを切り離して2WD走行で燃費悪化を防ぐ機構が採用されている。

### トルクベクタリング式

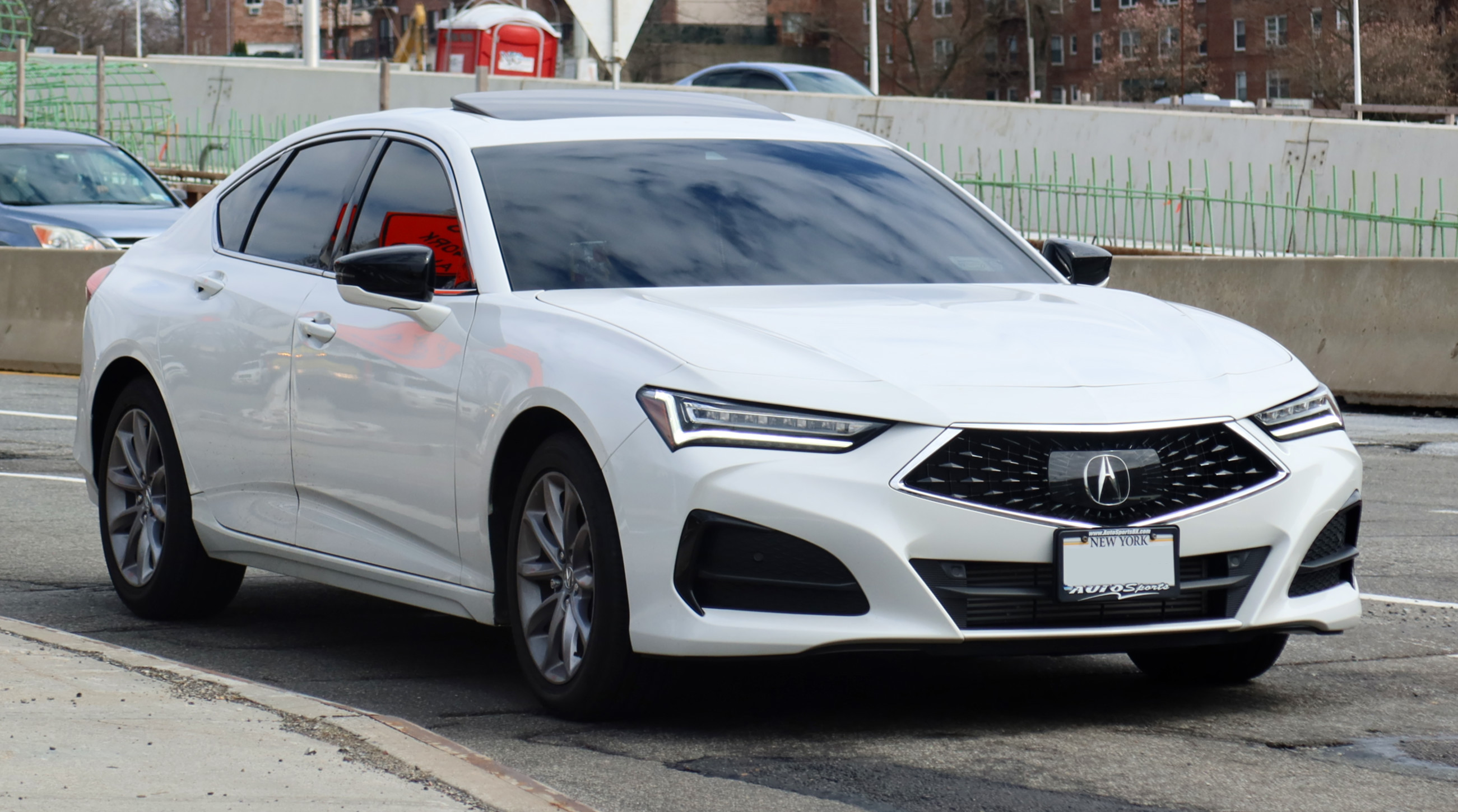
アキュラ・TLX

前後駆動力配分のアクティブ化に加え、ヨーコントロールデフを組み合わせ左右の車輪間でも駆動力を電子的に可変配分させる高度な四輪駆動システム。
前後左右の駆動力を自在に可変配分制御することによって、旋回中にヨー・モーメント（旋回力）を強制的に発生させることもでき、従来型の四輪駆動システムが物理的な障壁として抱えていた旋回中の走行特性の安定低下という弱点を克服した。さらに、旋回特性を積極的に制御することもできるようになり、アクセル量の制御であるトラクションコントロールシステム機能や、個別ブレーキ制御である横滑り防止装置システムとも合わせ、総合的な制御を行うことで、後輪駆動車に勝る旋回性能を獲得した。制御プログラムによって、様々な特性を付与させることができ、スプリット・ミュー路面などの不整地走行においても優れた走破性を発揮させることも可能である。三菱自動車工業のS-AWC（Super All Wheel Control）が2001年三菱・ランサーエボリューションシリーズの通称エボ7より採用され、先鞭をつけた。ホンダではセンターデフを用いず流体継ぎ手のみで前後を、左右には遊星ギアによるディファレンシャルを用いて、それぞれの駆動をアクティブ（状況に応じて先んじて電子制御）化したSH-AWDとよぶシステムをレジェンドやアキュラで2004年に採用した。日産やトヨタ、BMWやアウディなどのメーカーも追従して左右のアクティブデフシステムを採用してきている。

### 左右別駆動・前後連結方式
スキッドステアローダーが採用。装輪式ながら操舵機構は無く、無限軌道付きの車両と同様に左右輪の回転速度や回転方向の変化で車両の進む方向を変え、超信地旋回も可能。4輪油圧駆動・無段変速だが、左右それぞれの前後2輪はチェーンでつながれており、デフは存在しない。

### 動力分散型

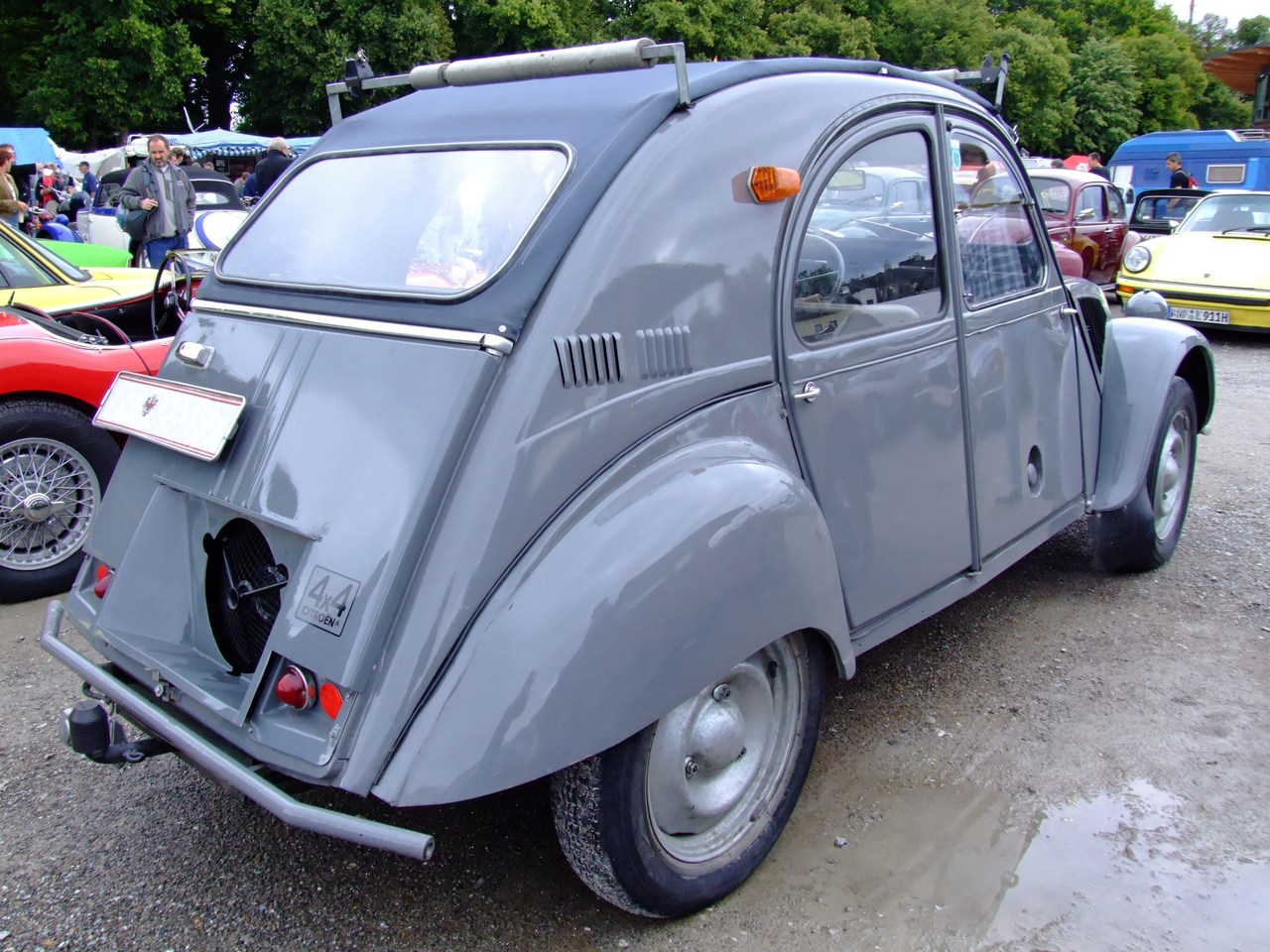
シトロエン・2CV 4x4

駆動する一つ一つの車輪、または前後の車軸ごとに動力源を取り付けたもの。

#### 同種の原動機を複数備えたもの
内燃機関全盛だった20世紀においては主流にはなりえなかったが、それでも歴史は古く、フェルディナント・ポルシェによって試作されたモーター駆動の車両が1900年のパリ万国博覧会に出品されている。
出力がほぼそのままタイヤの駆動力となることからエネルギー損失が少なく、4輪の動力配分を自由に決められる反面、既存のディーゼルエンジンやガソリンエンジンの場合、小型化に限界があり、また部品点数が多くなる、排気処理が面倒、スロットル動作の同調に高度な制御が必要なことから、実験的に作られた車両程度しか存在しなかった。油圧モーター駆動の四輪駆動四輪装輪建設機械では普通に存在する（油圧源動力源たるエンジンは一般に単発）。
しかし電気自動車の場合は排気が無く、電力は配線を延長すれば良いだけなので、損失が少なく、室内が広く取れる点からも有利である。三菱自動車のランサーエボリューションMIEVや、「8輪」駆動車ではあるがエリーカがこの方式を採用している。シリーズ式ハイブリッドでも同様の機構は実現可能なため、電動化の現代においては重要な技術になっていく可能性が高い。
内燃機関を用いたものでは、競技用車両にツインエンジンの例が複数あるが、市販車ではシトロエン・2CV 4x4、別名「サハラ」がほぼ唯一と言える存在である。本来2CVのエンジンとトランスアクスルはフロントに収まっているが、それと同じものをもう一組、リアのトランクをつぶして押し込んだものである。二組の連携は単純で、スロットルはワイヤー、トランスミッションはシフトリンケージでつながれているだけで、それ以外では二つのエンジンは独立しており、メインスイッチが二つ備わり、どちらかひとつのエンジンだけでも運転が可能であるなど、駆動力確保はもちろんのこと、砂漠などでの冗長性確保の意味合いが強い設計と言える。一方、シトロエン・メアリ 4x4 は、トランスファーと副変速機を持つ一般的なパートタイム4WDである。

#### 異なる原動機を備えたもの
エンジンのみによる駆動軸とは別にモーターでもう一方の車軸を駆動させる方式である。
前者は初期は生活4WDとしてコスト面から採用された日産のe-4WDのように、低μ路での発進時のアシストを主眼とした低出力（5 psほど）の簡易的なものが存在した。一方で16代目トヨタ・クラウンの「デュアルブーストハイブリッド」はハイパフォーマンス志向のものとなっており、WEC（世界耐久選手権）のLMP1やLMハイパーカー規定のハイブリッド四輪駆動もこれに当たる。
オートマチックトランスミッションとの組み合わせが前提だが、エンジン駆動軸の回転数もしくはそれにかかるトルクに応じて電動軸の出力を制御すれば、必ずしもマニュアルトランスミッションとの組み合わせは不可能ではない。

## 競技における四輪駆動
技術が未熟であった頃の四輪駆動は様々な面で二輪駆動に見劣りすることが多く、一部を除き敬遠されがちであった。しかし研究開発の進んだ1980年代から様々なカテゴリで強力な武器として認識されるようになり、現代では同一条件下で二輪駆動が太刀打ちするのは難しくなった。F1、GT、LMP1を乗り継いできた小林可夢偉は、強力なトラクションゆえのセッティングやドライビングの容易さ・自由度の高さを理由に挙げて「レーシングカーは四輪駆動のほうが絶対に速い」と断言している。このため両者が混走する場合、四輪駆動がハンデを背負うか、クラスを分けるのが一般的である。
ただし実戦的には様々な要因が両者のパワーバランスに影響を与えており、現代でも二輪駆動に利がある場合も稀にだが存在する。

### 戦前

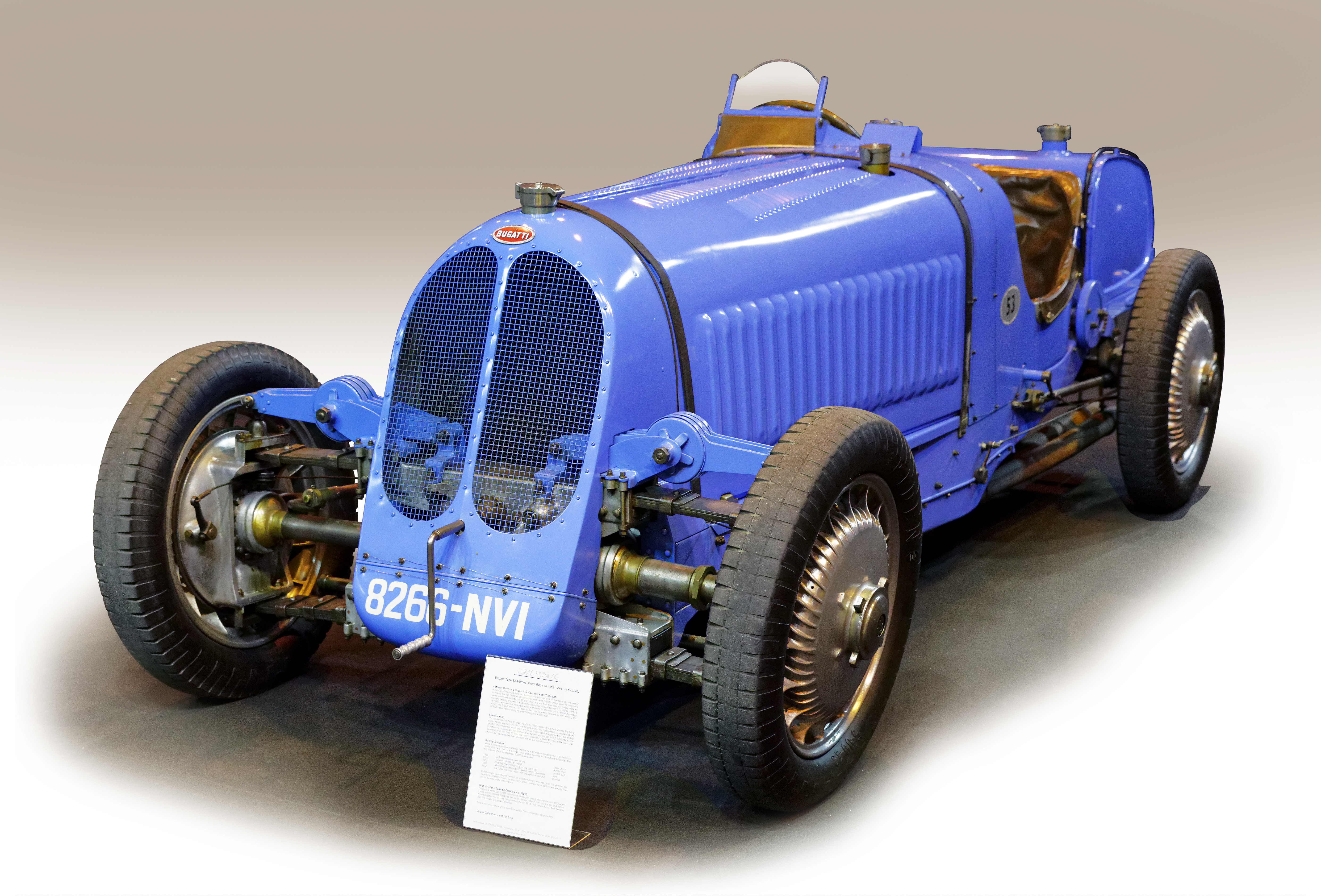
ブガッティ・タイプ53

確認できる最も古い四輪駆動の活躍は1906年で、スパイカーがバーミンガムモータークラブが開催したヒルクライムで優勝した記録が残っている。
1932年、すでに前輪駆動車でインディ500を席巻していたレースエンジニアのハリー・ミラーは、FWD社と共同開発した四輪駆動車「FWDスペシャル」を送り込んだ。予選ではフロントローを獲得したり、決勝でも長い周回をリードするなど速さを見せたものの信頼性の問題が重くのしかかり、1936年インディ500でマウリ・ローズにより4位に入った以外は芳しい実績は残せなかった。
ミラーは世界大恐慌の煽りを受けて1933年に廃業したため、FWDスペシャルはロサンゼルスのビジネスマンに買われ、1934年に大西洋を渡ってF1の前身であるヨーロッパ・ドライバーズ選手権にも持ち込まれた。アメリカ人のピート・デパオロがドライブし、トリポリグランプリでデビューし7位に入ったが、次に参戦したドイツグランプリでは7位を走行中にエンジンが爆発してリタイアとなった。なおその爆発の時の破片が、観戦中のアドルフ・ヒトラー首相の頭を掠めたという逸話がある。
また同じく1932年に、ブガッティがタイプ53を誕生させている。1934年ラ・テュルビーと1935年シャトー＝ティエリのヒルクライムで優勝を飾っているが、技術的な問題と300馬力というハイパワーなエンジン、ドリフトが難しい運転特性がドライビングをたいへん難しくしており、ドライバーを心身ともに疲労困憊させた。このマシンは1932年モナコグランプリにもエントリーしたが、ドライバーが練習走行で音を上げてしまい、本番は二輪駆動のタイプ51で出走している。

### 戦後
第二次世界大戦後もヒルクライムで四輪駆動システムの有用性がしばし注目された。
英国人のアーチー・バターワースは「AJBスペシャル」（S2）を製作し、1948～1951年まで英国ヒルクライム選手権に参戦。優勝こそできなかったが、しばし「Fastest time of the day」やクラス3位を獲得するなどそこそこの速さを見せた。
大きな事故によりバターワースが引退した後は、かねてより同車を欲しがっていた米国人のビル・ミリケンJr.がこれを引き取った。生みの親の名前をもじって「バターボールスペシャル」と名付けられたこのマシンは、多くの故障と戦いながら1952～1957年の間アメリカのヒルクライムを転戦し続けた。
なおAJBスペシャルは1950年に、ノンタイトル戦ではあるがF1世界選手権に初めてエントリーした四輪駆動車でもある。しかし決勝ではたった1周でクランクシャフトの破損によりリタイアした。
前出のFWDスペシャルもヒルクライムに戦場を移しており、誕生から20年近く経った1950年5月22日にイクイノックス山のヒルクライムにて同車初の優勝を挙げている。

### 1960年代

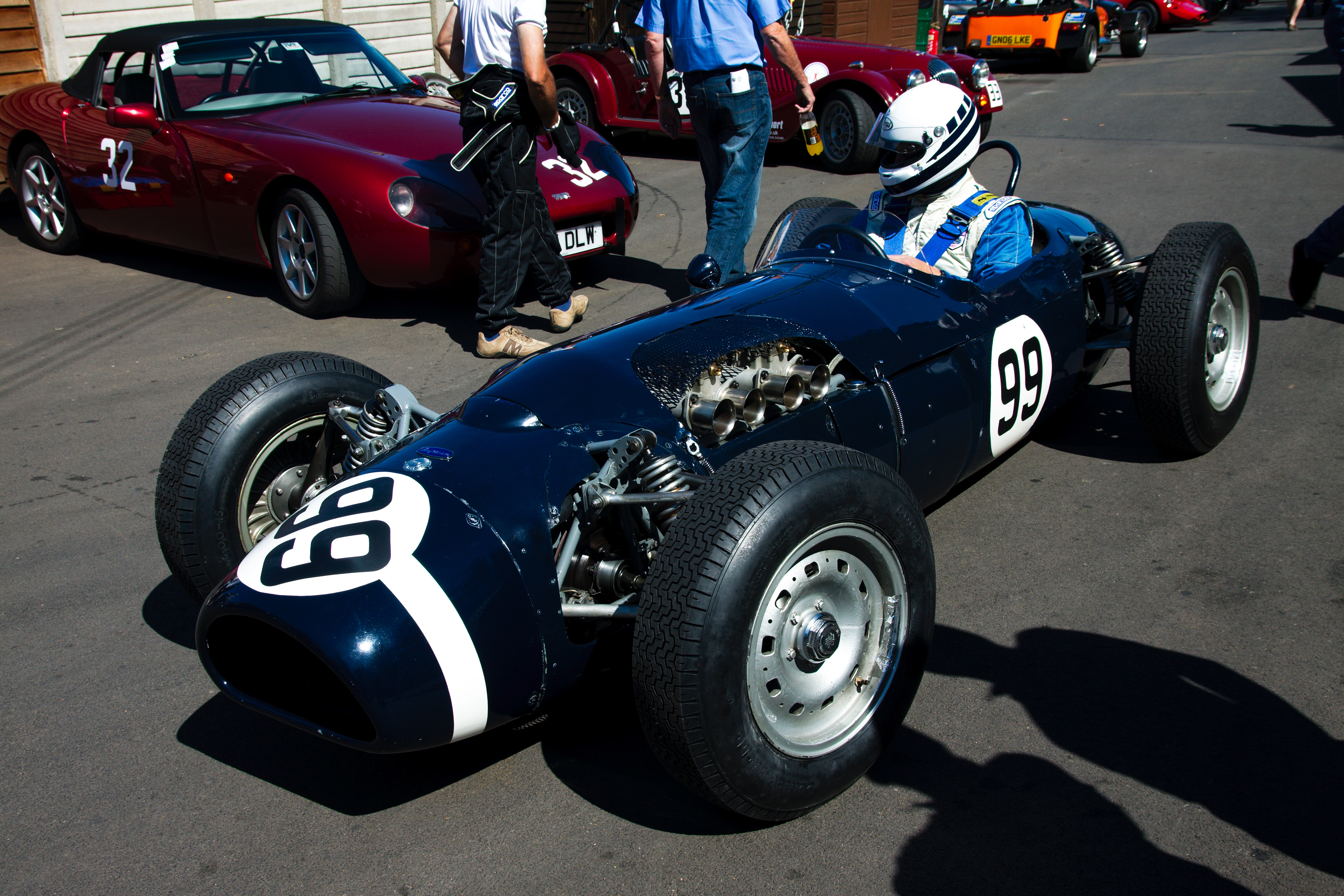
ファーガソン・P99

1960年代はサーキットも含めたオープンホイールの分野において、四輪駆動が大きな注目を集めた時期である。
ファーガソン・リサーチ社は空冷式V8エンジンを積んだ四輪駆動車のP99を開発し、1961年F1のノンタイトル戦に出場。スターリング・モスが大雨の中をドライブし、3位以下を周回遅れにしてF1史上唯一となる四輪駆動車の優勝を記録している。しかしミッドシップへの移行が進む趨勢の中でP99はフロントエンジンであったため、参戦はこの一戦限りであった。
ファーガソンは新たにミッドシップ四輪駆動システムの開発を行い、P104をインディ500に送り込んだ。これをボビー・アンサーがドライブしたが、1964年はクラッシュ、1965年は故障でリタイアに終わっている。1967年にはファーガソン・フォーミュラ（ファーガソン社の四輪駆動システム、略して"FF"）を組み込んだガスタービン車のSTP-パクストン・ターボカーがジョー・レオナルドのドライブで参戦し、決勝で3位を獲得した。ガスタービン車への規制がされた1968年には同車の改良型であるロータス・56が4台体制で参戦。レオナルドはポールポジションを獲得してトップを快走するが、残り8周でコーションが明けた直後に燃料系のトラブルに見舞われて失速、無念のリタイアを喫した。直後に更なるガスタービン車規制の強化と四輪駆動の禁止を受けたため、インディ500での挑戦は終わりを告げた。
F1では、1968年にハイパワーなDFVエンジンが多数のチームに供給されるようになり、いかにトラクションを稼ぐかがマシン設計の大きな焦点となった。最初は手軽に大きなダウンフォースを稼げるハイマウント式のリアウイングが流行したが、安全上の問題で1969年モナコグランプリハイマウント式が禁止されたため、ロータス・63、マトラ・MS84、マクラーレン・M9Aなどファーガソン・フォーミュラを用いた四輪駆動車が有力チームたちから続々と登場した。また当時無敵のDFVエンジンで鳴らしていたエンジンビルダーのコスワースも、チームとしての参戦を目論見て四輪駆動車の開発を行っていた。
しかし左回りだけのオーバルコースや、路面の摩擦抵抗の低い公道とは違い、よく整備された舗装路で左右に曲がり続けるF1では勝手が違った。技術の未熟さゆえコーナーリング時の不安定な挙動と酷いアンダーステアが発生してしまい、到底乗りこなせるものではなく、ドライバーたちからは極めて不評であった。さらに重量が重い・マッチするフロントタイヤが無い・適切な重量配分が分からない・信頼性が低い等デメリットも山積みで、背の低い固定式リアウィングでダウンフォースを得るシンプルな二輪駆動車に対して明らかに遅れを取っていた。これらの内、入賞できた四輪駆動車はMS84（カナダグランプリ6位）のみであるが、これは「フロントデフの故障により後輪駆動状態だったから入賞できた」という皮肉としか言いようのない真相があった。
スリックタイヤが導入された1970年以降は完全にトレンドから外れ、四輪駆動車はロータス・56Bが数戦スポット参戦しただけに留まった。唯一1971年オランダグランプリでは、大雨の決勝レースでデイヴ・ウォーカーが四輪駆動の強みを存分に活かし、スタートからわずか5周で22番手から5番手までジャンプアップする活躍を見せたが、スピンしてリタイアしてしまった。56Bの顛末を見届けたファーガソンはモータースポーツ事業から撤退し、「FFディベロップメント」社に改名して市販車の分野へと転身していった。
このようにサーキットでは失敗に終わるケースが多かったが、同時期の英国ヒルクライム選手権では活躍。P99が1964年に同選手権のタイトルを獲得してからしばらくの間、四輪駆動車がチャンピオンシップの主役となった。F1では走れなかったBRM・P67も1968年にチャンピオンマシンとなっている。しかし1970年代に入ると、F1同様にタイヤと空力でトラクションを確保できるようになったため、重量増加の原因になる四輪駆動は廃れていった。
同時期には北米のCan-Amでも四輪駆動車を開発しようという動きがいくつかあったが、技術的問題によりいずれも決勝に出場できずに終わっている。

### 1970年代

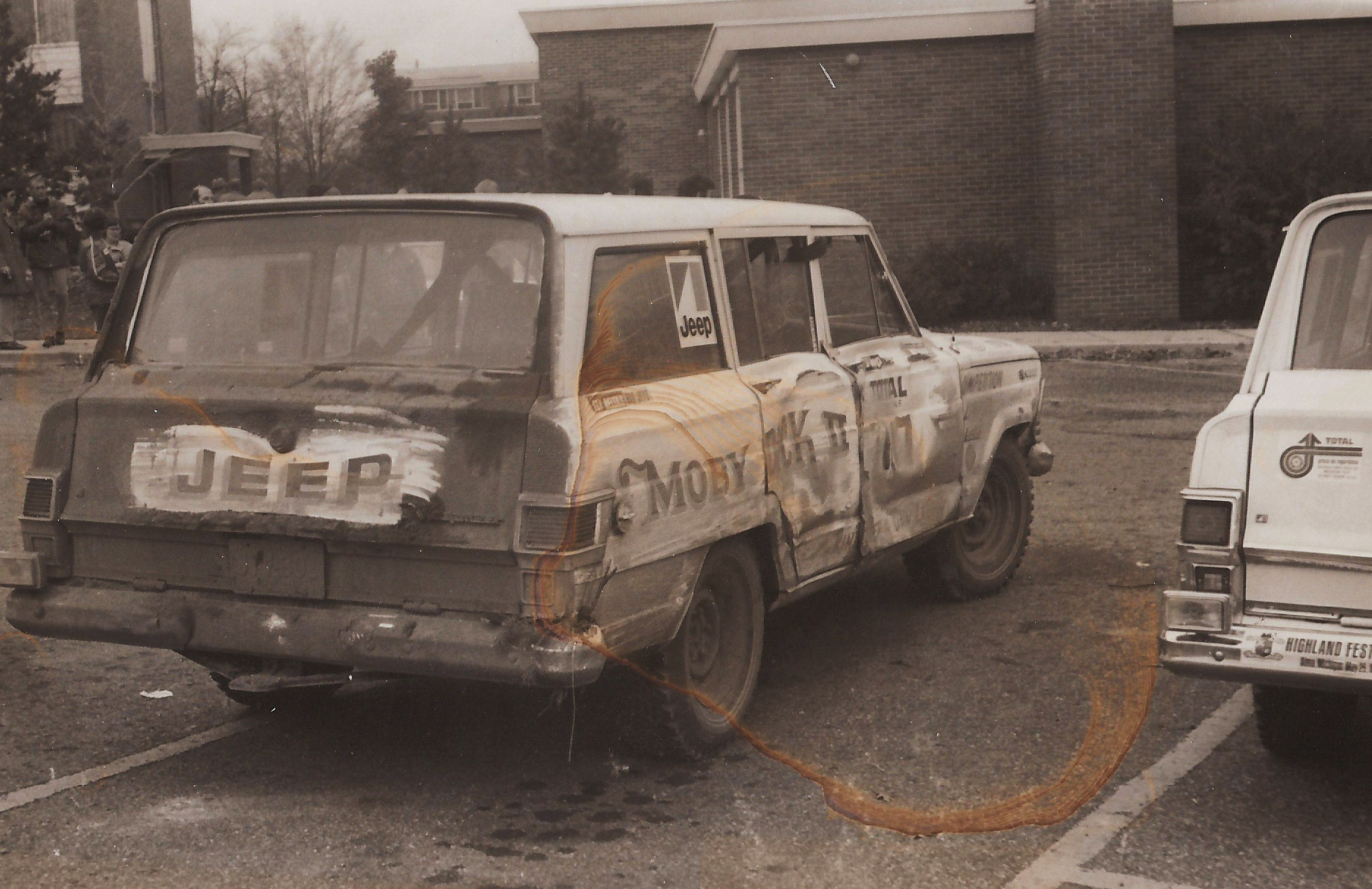
1971年プレス・オン・リガードレス・ラリーのジープ・ワゴニア

上記の通りレース専用としては不完全燃焼に終わったが、市販車としての四輪駆動技術が身近になってきたこともあり、これをオフロード系競技に活かそうという動きが見られた。
1972年、WRC（世界ラリー選手権）の前身であるIMC（国際マニュファクチャラーズ選手権）の米国ラウンドとなったプレス・オン・リガードレス・ラリーにおいて、ピックアップトラックをベースとするSUVで、400馬力ものエンジンを備えたジープ・ワゴニアが優勝。これはFIA（国際自動車連盟）タイトルを冠するラリーでの初の四輪駆動車の優勝となった。ただし当時はラリーは乗用車やスポーツカーで行うものであり、トラックやオフロード車が活躍するべきものではないという意識が強かったため反対運動が起こった。そして1973年4月にFIAは四輪駆動車の参戦を禁止してしまったため、惜しくも歴史を変える出来事とはならなかった。WRCにおける四輪駆動の普及は、アウディがFIAを説得して解禁される1980年以降を待つことになる。
1970年頃に、まだ生まれたばかりのラリークロスでは四輪駆動車は5秒または10秒のハンデ（「四輪駆動ペナルティ」）を負わされることが多かったが、それにも関わらずトライアンフ、フォード、DAFの四輪駆動車が活躍した。
一台のみが製作された四輪駆動のトライアンフ・1300は1968〜69年の雪上の英国リッデンヒルでライバルを圧倒した。フォードもまたボアハムにより、以前から警察がフォード車に用いていたファーガソン・システムを組み込んで四輪駆動のカプリを試験的に開発し、雪上で勝利を重ねた（ただし同じ英国でも活動地域が違い、1300はラリーでクラッシュして退場したため、両者が相見えることはなかった）。70年にフォードは3台のカプリで選手権制圧に乗り出し、キャドウェル・パークで1-2-3フィニッシュという大戦果を挙げるが、最終的には四輪駆動ペナルティを克服できずにタイトルを逃している。BBCが放送から降りたため、フォードも撤退した。これらは量産の計画もされていたが、いずれも頓挫した。
DAFの競技部門はカプリを参考に、1971年からDAF・55を四輪駆動化したDAF・555クーペ4x4を投入。後にツインエンジンの四輪駆動トラックであるDAF・ターボツインを世に送り出す、オランダのヤン・デ・ルーイと弟のハリー・デ・ルーイは、これを用いて国内外のラリークロス界で四輪駆動ペナルティをものともしない大暴れで、オランダ選手権を連覇した。しかし1973年以降に四輪駆動自体が禁止され、DAFは競技から撤退した。
バハ1000やパリ・ダカールラリーを筆頭とする国際的なクロスカントリー（ラリーレイド）はこの頃始まったが、こちらでは四輪駆動は禁止されることはなく、SUVやトラック、改造された乗用車など多数の四輪駆動車たちが参加した。
ただしバハ1000のような米大陸のデザートレースでは1969年に四輪駆動車として初優勝したフォード・ブロンコ以降は、50年近くもの間改造無制限クラスに関しては二輪駆動が主流であった。これは四輪駆動はフロントアクスルの重量が嵩む・フロントのサスペンションストローク量が大きく取れないなどの理由により、1,000～2,000km近くの比較的平坦で距離の長いダート路面を、修復無しに超高速で走り続ければならないデザートレースにおいて、十分な耐久性をフロントアクスルに持たせるのが難しかったことや、フロントに十分な最低地上高が確保できないことなどが理由であった。

### 1980年代

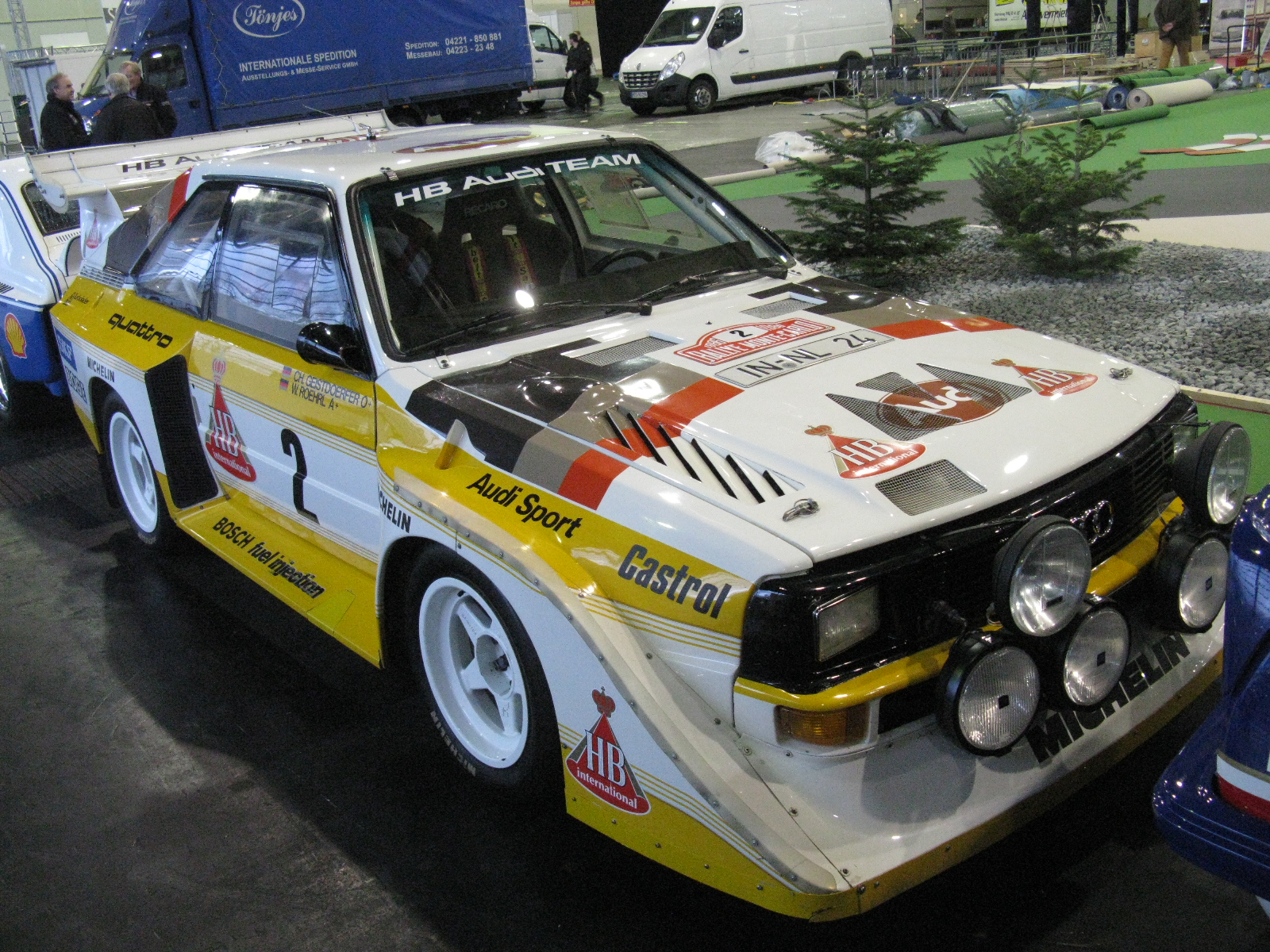
アウディ・スポーツクワトロS1

1980年代にアウディ・クワトロを皮切りに欧州の一般乗用車にも四輪駆動が普及し始めると、ラリーやスポーツカーレースのような走破性よりも敏捷性が求められる競技でも四輪駆動車が主役となり始めた。
特に印象的なのはWRCでの爆発的な普及である。四輪駆動解禁後の参戦自体は1980年スバル・レオーネのサファリラリーへのスポット参戦が最初であるが、選手権全体に広まったのは1981年からのグループ4～グループB規定におけるアウディ・クワトロの活躍がきっかけであった。当初は信頼性不足や強烈なアンダーステア、駆動損失による最高速度の鈍化などの弱点を露呈する場面も多く見られたが、それ以上にクワトロの速さはライバルに強烈な印象を与えた。グループBの公認取得に必要な最低生産台数が実質20台と少ないことを利用してプジョー・205ターボ16やランチア・デルタS4、フォード・RS200のようなミッドシップエンジンにすることでアンダーステアを解消した、過激な四輪駆動車が続々と登場して覇権争いを演じた。
重大事故が相次いだ結果WRCではグループBは廃止となるが、後を継いだグループAでもランチア・デルタのマニュファクチャラーズ6連覇によって四輪駆動車は不動の地位を確立し、結局二輪駆動車がWRCタイトルを獲得したのは1983年、イベント総合優勝を記録したのは1988年のアイボリーコースト・ラリーがそれぞれ最後となった。またラリークロスやパイクスピーク・ヒルクライムにはWRCで活躍の場を失ったグループB車両が流入し、これらのカテゴリでも四輪駆動が一躍主役へと躍り出た。
サーキットレースでも四輪駆動の採用が見られた。先進的な『可変トルクスプリット』式四輪駆動を備えるポルシェ・961がル・マン24時間レースに2回参戦。アンダーステアが強く予選ではグループC（C1）勢より一周あたり20秒も遅かったが、1986年の決勝では荒天で四輪駆動の利が存分に生きる展開となり、予選総合26位から総合7位までポジションを上げた。
1988年の北米のトランザム・シリーズと1989年のIMSA-GTOでは、WRCから転身したアウディの90がクワトロシステムで猛威を振るった。トランザムではチャンピオンを獲得し、IMSAでも序盤のデイトナ24時間/セブリング12時間を欠場さえしなければチャンピオンという勢いだった。
F1ではウィリアムズが1982年に後ろ二輪の六輪車による四輪駆動車のFW08Bをテストし、好タイムを叩き出していた。しかしかねてよりのグランド・エフェクト・カーをめぐる議論で速度と安全の問題に過敏になっていたFISAは、1983年にグランド・エフェクトの禁止と併せてタイヤ本数の制限と四輪駆動の禁止を明文化してしまったため、実戦投入されずに終わっている。

### 1990年代

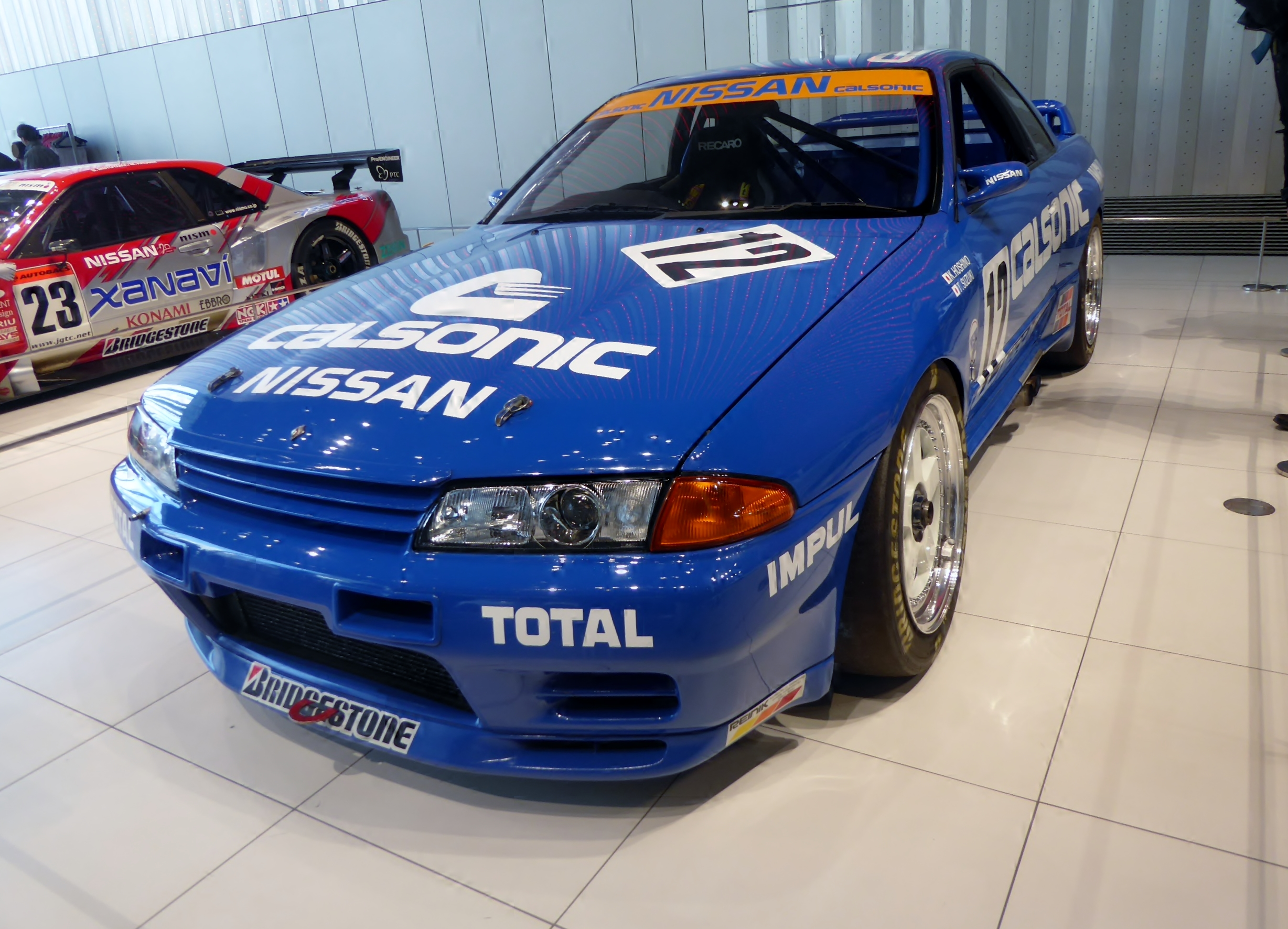
日産・スカイラインGT-R(R32)

電子制御技術が発達した1990年代になると、ツーリングカーレースの分野でも四輪駆動は黄金時代を迎える。グループAレースにおいて日産・スカイラインGT-R（R32型）が『アテーサE-TS』なるアクティブ・トルク・スプリット式四輪駆動技術を搭載し、JTC（全日本ツーリングカー選手権）やN1耐久（現スーパー耐久）でワンメイクレース状態を築き、海外でもスパ・フランコルシャン24時間やバサースト12時間など各地のレースを制圧。グループA規定を終了に追い込むほどに勝ち続けた。ドイツでもグループAベースの独自規定を用いていたDTM（ドイツツーリングカー選手権）において、北米から戻ったアウディが、クワトロシステムを使用するV8で1990・1991年とシリーズを連覇している。
1993年から始まった『クラス1』のDTM→ITC（国際ツーリングカー選手権）では、アルファロメオ・155 V6 TIとオペル・カリブラV6 4X4が四輪駆動車として活躍。しかし両者のリソース不足や信頼性の問題もあり、先進的な空力設計と凝った電子デバイスで武装した二輪駆動のメルセデス・CクラスV6とは互角の戦績に終わっている。
同じく1993年からの『クラス2』（スーパーツーリング）規定の各国のレースにもアウディがクワトロシステムを持ち込んだ。1996年にはA4クワトロが英独含む6カ国を同時に制覇するという無敵ぶりを示した。
このように一部を除くほとんどのカテゴリで圧倒的な戦闘力を示すようになった四輪駆動だが、一方で四輪駆動技術の得手・不得手がメーカーごとにハッキリ分かれたり、参戦コスト高騰の原因になったりと、運営にとってはエントラント招致の障害にもなり始めた。そのため四輪駆動の規制強化・禁止、もしくは二輪駆動を優遇する動きが広まった。
四輪駆動が多数派となったラリー界では、二輪駆動車の優遇が行われた。WRCではフランス車メーカーのロビー活動により導入された二輪駆動車規定「F2キットカー」が施行され、1999年にターマックイベント限定だがシトロエン・クサラのF2キットカーが2回総合優勝を記録している。またダカール・ラリーでもプライベーター向けの二輪駆動規定を大幅に緩和した結果、1999・2000年に二輪駆動のシュレッサー・バギーが総合優勝を果たした。ただしこれらはメーカーの不満の声が大きかったこともあり、一時的なものに終わっている。
一方で二輪駆動が多数派であったサーキットレースでは、四輪駆動側への規制強化・禁止が優先的に行われた。上述したDTMのアウディ・V8はその巨大な車格も原因とはいえ最大で300kgという最低重量差をつけられた。クラス2規定のA4クワトロも1997年から100kgのウェイトを背負わされ、翌1998年には四輪駆動そのものが禁止されてしまった。スーパーツーリングの後継となったスーパー2000規定のツーリングカー規則やFIA-GT、さらにはル・マンとデイトナでも四輪駆動の禁止が明文化されたため、メジャーなサーキットレースではほぼ完全に締め出される格好になってしまった。
日本ではJTC消滅後の1994年からR32型スカイラインGT-Rが大挙してJGTC（全日本GT選手権、現SUPER GT）へと転戦したが、そこではJTCより太いタイヤや大型ウィングの装着・サスペンションの大規模な改造などが行えたため、二輪駆動でも十分なトラクション性能を得ることができた。また二輪駆動への改造はエアリストリクターが装着されてパワーダウンを強いられるものの、四輪駆動よりも太めのタイヤを履ける・設計の自由度が高い・信頼性を確保しやすい・軽量化できる・ハンドリングが軽快になるなどのメリットの方が圧倒的に大きく、1995年のR33型投入以降はたちまち二輪駆動化するのが常識となった。R33型でも少数ながら四輪駆動のまま戦うチームもおり、ウェットコンディションで競争力を発揮したが、舗装路面では細めのタイヤのライフの短さに悩まされ、ほどなくして姿を消した。。

### 21世紀

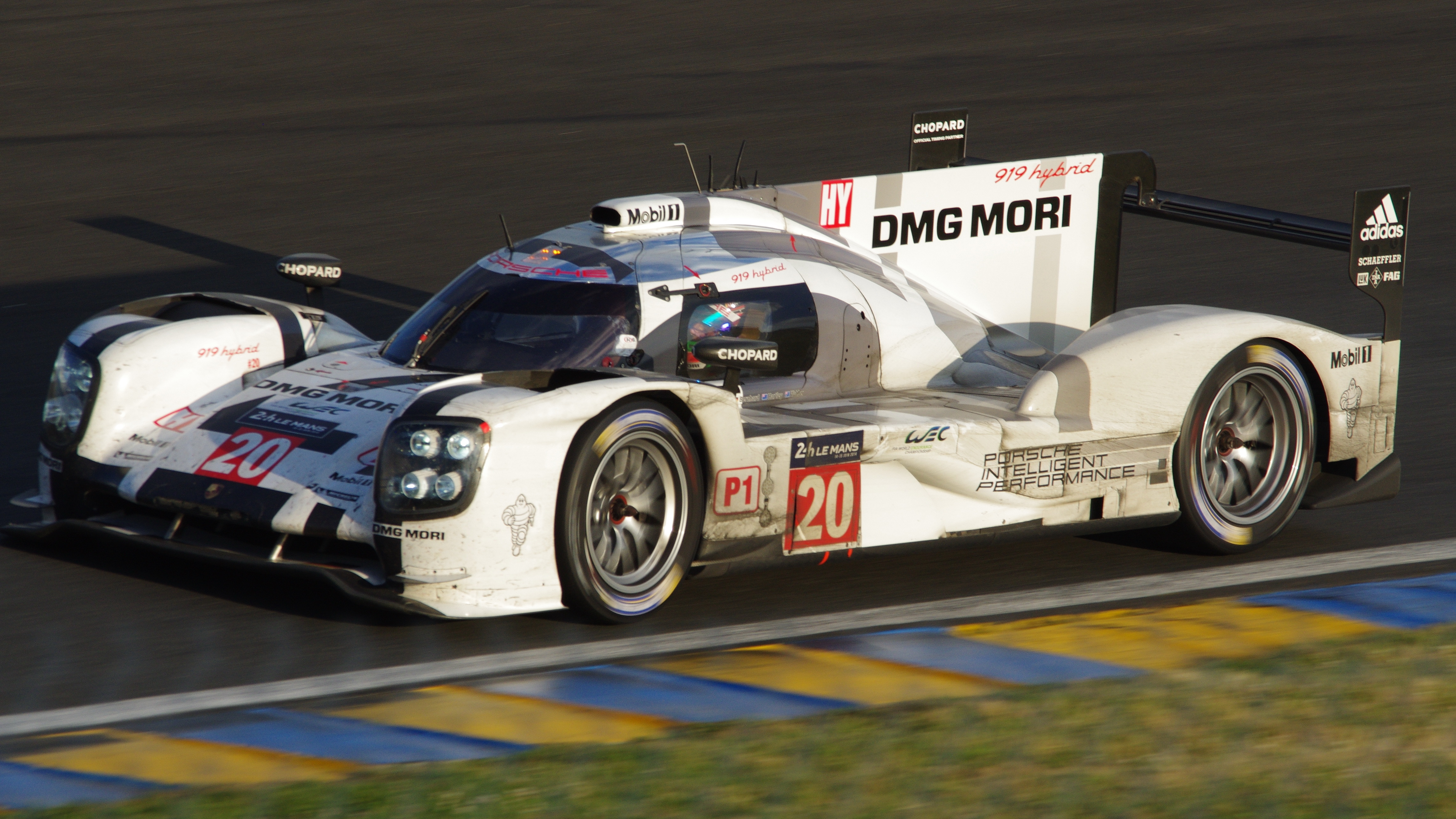
ポルシェ・919 HYBRID

2012年から始まったWEC（世界耐久選手権、ル・マン24時間を含む）のLMP1規定下でハイブリッド車両に限り四輪駆動が認可された。アウディ・R18、トヨタ・TS050 HYBRID、ポルシェ・919 HYBRIDが、通常は後輪駆動で、モーターの出力時のみ前輪も駆動するスタンバイ式四輪駆動システムを備え、200kg軽いF1マシンにも迫る速さを得て一時人気を集めた。LMP1はコスト高騰が原因で衰退するが、2018年以降のLMP1及びこれに代わったLMハイパーカー規定では性能調整（BoP）を施すことを前提にハイブリッド車両の四輪駆動の採用が引き続き認可され、トヨタ・GR010 HYBRIDやプジョー・9X8、フェラーリ・499Pなどが四輪駆動車として参戦している。ただしこれらBoP規定では二輪駆動車との共存を前提に、ごく限られた速度域でしかモーターの出力が認められないため、上で挙げてきたような四輪駆動車たちのようなメリットを享受できない点には注意が必要である。
『電気自動車のF1』ことフォーミュラEでは2024-2025年シーズンから採用される車両規格『GEN3 EVO』以降、予選/スタート/アタックモード時に限り、フロントモーターも駆動に参加させて四輪駆動化することが可能となっている。
それ以外のメジャーなサーキットレースでは、四輪駆動の認可事例は極めて少ない。SUPER GTでは重量ハンデを条件に特認の四輪駆動車としてGT300クラスに参戦したスバル・インプレッサが2008年に優勝を挙げた例があるが、開幕時から175kgも重くされるという規制強化を受けて撤退の憂き目にあっている。主だったGT/ツーリングカー規定たちは軒並み四輪駆動が禁止されており、スーパー耐久やニュルブルクリンク24時間などの、アマチュア色が強いレースの下位クラスで認められる程度に留まっている。現在の市販スーパーカーは高性能なスポーツ四輪駆動システムを売りにするのがトレンドとなっているにも関わらず、そういった事情から自慢の四輪駆動を降ろさなければ主要レースに参戦できない、というジレンマが存在する。とはいえそれに対する不満の声はあまり聞かれず、メーカー・ファンともに業界の慣習として受け入れているような状況にある。
F1でも電動技術を用いた四輪駆動についての議論がしばし起きているが、安全の問題やメーカー同士の思惑の衝突などもあり、今のところは実現していない。
サーキット以外での競技（ラリー、ラリーレイド、ヒルクライム、ジムカーナ、ダートトライアルなど）ではプロ・アマ問わず四輪駆動が認可されており、多数のエントラントが総合優勝を目指して四輪駆動を採用している。
2013～2021年のダカール・ラリーでは、プライベーター向けに再び規定が二輪駆動に有利になったため、ワークスも含めた各社が挙って二輪駆動車を開発・投入していたが、メーカーたちの協議の末、2022年以降は四輪駆動優位の規則に戻されている。長らく二輪駆動が支配していたSCOREのトロフィー・トラックも、創意工夫によって十分なサスペンションストローク量と信頼性を確保したマシンが、2010年代後半からトップコンストラクターたちの手によって産み出され始め、時代の変化を迎えている。
電動技術と四輪駆動を組み合わせた、タイムアタック専用マシンも増えている。モーターは一瞬で凄まじいトルクを生み出せることや、設計の自由度が高いことから四輪駆動との相性は抜群で、両者を組み合わせたフォルクスワーゲン・ID.Rやポルシェ・919 HYBRID Evoは各地のタイムアタックの最速記録を人知を超えた速さで塗り替えていった。

### 特殊な車両の競技の場合
車両を滑らせることが求められるドリフト競技では後輪駆動（FRレイアウト）に勝つのは極めて難しく、さらに速度域によっては危険も伴うため、D1グランプリやフォーミュラ・ドリフトでは禁止されている。それどころか(FR車そのものの減少という事情もあって)｢4WD車の前輪駆動をキャンセルしFR化する｣と言う改造が行われることすらある｡
ドラッグレースは市販車クラスでは四輪駆動が有利だが、トップカテゴリの「ドラッグスター」では極端に駆動輪に荷重をかけられる設計が可能なため四輪駆動のメリットは無く、軽量で駆動損失の少ない二輪駆動一辺倒となっている。
ダカールやモトクロスなどで用いられるスポーツ用ATV（全地形対応車、四輪バイク）は軽量な二輪駆動が基本となっている。特にダカールでは単気筒エンジン+二輪駆動という軽量パッケージのヤマハ・ラプター700Rが部門創設から2022年現在まで無傷の14連覇を達成しており、ポラリスやCan-Amの2気筒+四輪駆動の850cc勢が付け入る隙の無い状態となっている。